# Qantas
Qantas Airways Limited (/ˈkwɒntəs/) è la compagnia di bandiera dell'Australia e la sua più grande compagnia aerea per dimensioni della flotta, voli e destinazioni internazionali. È la terza compagnia aerea più antica del mondo ancora in attività, dopo KLM e Avianca, essendo stata fondata nel novembre 1920; iniziò i voli passeggeri internazionali nel maggio 1935.
Il nome Qantas deriva da "QANTAS", acronimo del suo nome originale, Queensland And Northern Territory Aerial Services, poiché originariamente serviva il Queensland e il Territorio del Nord, ed è soprannominata "The Flying Kangaroo" (in italiano "Il Canguro Volante"). Qantas è un membro fondatore dell'alleanza Oneworld.
La compagnia ha sede nel sobborgo Mascot di Sydney, adiacente al suo hub principale all'aeroporto di Sydney. A marzo 2014, Qantas deteneva una quota del 65% del mercato interno australiano e trasportava il 14,9% di tutti i passeggeri che viaggiavano in entrata e in uscita dal paese. Diverse compagnie sussidiarie operano verso i centri regionali e su alcune rotte interne in Australia sotto il nome QantasLink. Qantas possiede anche Jetstar, una compagnia aerea a basso costo che opera sia servizi internazionali dall'Australia che servizi nazionali in Australia e Nuova Zelanda; e detiene partecipazioni in numerose altre compagnie aeree a marchio Jetstar.

## Storia

### Gli inizi (1920-1934)

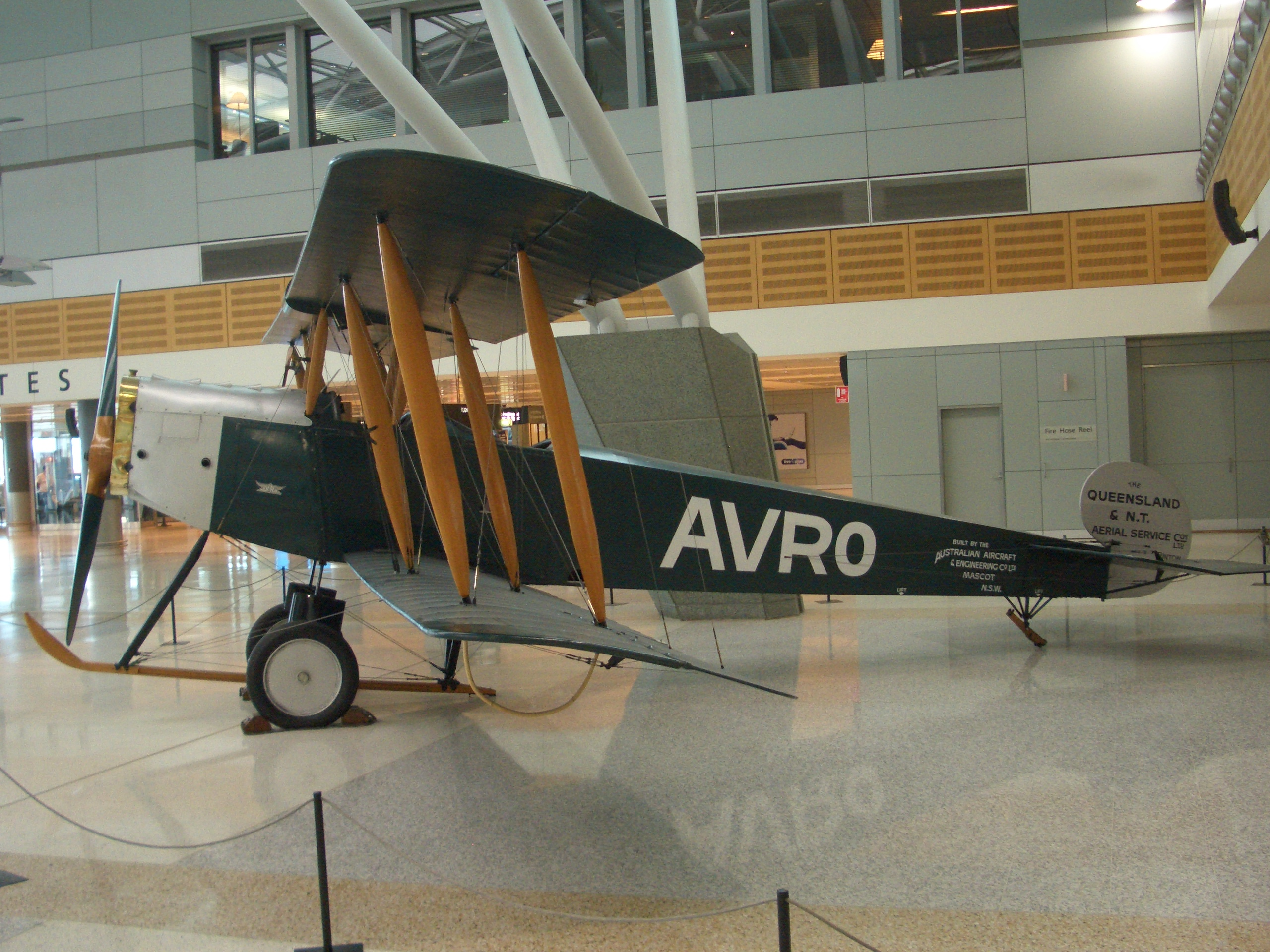
Replica di un Avro 504, il primo aereo della compagnia.

Qantas venne fondata a Winton, nel Queensland, il 16 novembre 1920 come Queensland and Northern Territory Aerial Services Limited da Paul McGinness e Hudson Fysh. Fergus McMaster si unì a loro come presidente, così come Arthur Baird per occuparsi della manutenzione degli aerei. McGinness lasciò QANTAS per altri interessi nel 1922 e Hudson Fysh rimase con la società come direttore generale e amministratore delegato. Si ritirò, come Sir Hudson Fysh KBE DFC, presidente di QANTAS nel 1966.
Il primo aereo della compagnia aerea era un Avro 504K acquistato per 1425 sterline. L'aereo aveva una velocità di crociera di 105 chilometri orari e trasportava un pilota e due passeggeri. Il 2 novembre 1922, il pioniere dell'outback di ottantaquattro anni Alexander Kennedy divenne il primo passeggero del primo servizio di linea (pilotato da Hudson Fysh) ricevendo il biglietto numero uno per un volo da Longreach a Cloncurry. La compagnia aerea operava servizi di posta aerea sovvenzionati dal governo australiano, collegando le stazioni ferroviarie nel Queensland occidentale.
Tra il 1926 e il 1928, Qantas costruì sette de Havilland DH.50 e un singolo DH.9 su licenza nel suo hangar di Longreach. Nel 1928 un aereo della Qantas noleggiato effettuò il volo inaugurale del Royal Flying Doctor Service of Australia, con partenza da Cloncurry.

### Idrovolanti e guerra (1934-1945)

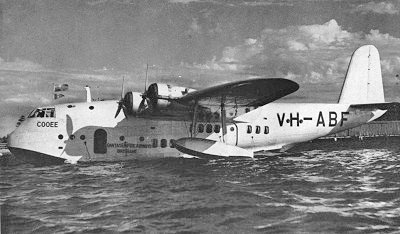
Uno Short S.23 Empire alla fine degli anni trenta.

Nel 1934 QANTAS Limited e la britannica Imperial Airways (un precursore di British Airways) formarono una nuova compagnia, Qantas Empire Airways Limited (QEA). Ciascun partner ne deteneva il 49%, con il 2% nelle mani di un arbitro indipendente. La nuova compagnia iniziò le operazioni nel dicembre 1934 volando tra Brisbane e Darwin utilizzando i biplani DH.50 e i de Havilland DH.61.
QEA iniziò a volare a livello internazionale dal maggio 1935, quando il servizio da Darwin venne esteso a Singapore utilizzando i più recenti de Havilland DH.86. Imperial Airways operava il resto del servizio fino a Londra. Dal luglio 1938 questa tratta iniziò a essere operata da idrovolanti Short S.23 Empire in un servizio trisettimanale. Il servizio da Sydney a Southampton durava nove giorni, con i passeggeri che pernottavano in hotel. Per il solo anno di pace nel quale il servizio venne operato, fu redditizio e il 94% dei servizi avvenne in modo puntuale. Dopo che l'Italia entrò in guerra nel giugno 1940, la compagnia evitava il suo spazio aereo per andare in Regno Unito passando in Africa: questa divenne la Horseshoe route con uno scalo a Durban in Sudafrica. Questo servizio era una linea di comunicazione vitale tra l'Australia e il Regno Unito e durò fino alla caduta di Singapore nel febbraio 1942. Le azioni nemiche e gli incidenti distrussero metà della flotta e la stessa venne rilevata dal governo australiano per i servizi di guerra.
I servizi con gli idrovolanti ripresero con i Consolidated PBY Catalina di costruzione statunitense il 10 luglio 1943, con voli tra il fiume Swan, Perth e il lago Koggala a Ceylon (ora Sri Lanka). Questo si collegava con il servizio della British Overseas Airways Corporation (BOAC, la compagnia aerea successore di Imperial Airways) per Londra, mantenendo il collegamento vitale delle comunicazioni con l'Inghilterra. Il settore non-stop di 5.652 km era il più lungo percorso fino a quel momento da qualsiasi compagnia aerea, con un tempo di volo medio di 28 ore. I passeggeri ricevevano un certificato di appartenenza a The Rare and Secret Order of the Double Sunrise quando il sole sorgeva due volte durante il volo.
Nel 1944 i Catalina furono potenziati dai tradizionali Consolidated B-24 Liberator, volando da Ratmalana via Minneriya per il rifornimento e poi attraverso l'oceano fino a Learmonth. Più tardi, gli Avro Lancaster vennero introdotti sulla stessa rotta. Volavano da Sydney a Gawler, fermandosi ad Adelaide per il rifornimento di carburante, e poi a Learmonth per la tappa notturna. Nella tappa successiva del viaggio proseguivano per Ratmalana, dove l'aereo faceva nuovamente rifornimento, quindi a Caraci, dove gli equipaggi della BOAC prendevano il posto nell'ultimo segmento del viaggio verso il Regno Unito. L'allungamento della pista di Ratmalana permise di eliminare la deviazione verso Minneria, e presto Ratmalana venne sostituita da Bandaranaike. Il servizio venne ribattezzato Kangaroo Service e il premio per i passeggeri diventò The Order of the Longest Hop. Fu su questa rotta che venne utilizzato per la prima volta il logo Kangaroo. Questi voli continuarono fino al 5 aprile 1946.

### Anni del dopoguerra (1945-1959)
Nel 1947 la QEA fu nazionalizzata, con il governo laburista australiano guidato dal primo ministro Ben Chifley che acquistò le azioni di proprietà della BOAC, seguite da quelle della QANTAS Limited. Le compagnie aeree nazionalizzate erano normali all'epoca e il consiglio di amministrazione della Qantas incoraggiava questa mossa.
Poco dopo la nazionalizzazione, QEA iniziò i primi servizi al di fuori dell'Impero britannico, a Tokyo via Darwin e Manila, con Avro Lancastrian. Questi velivoli furono schierati anche tra Sydney e Londra in collaborazione con BOAC, ma furono presto sostituiti dai Douglas DC-4. Anche i servizi a Hong Kong iniziarono nel 1949.

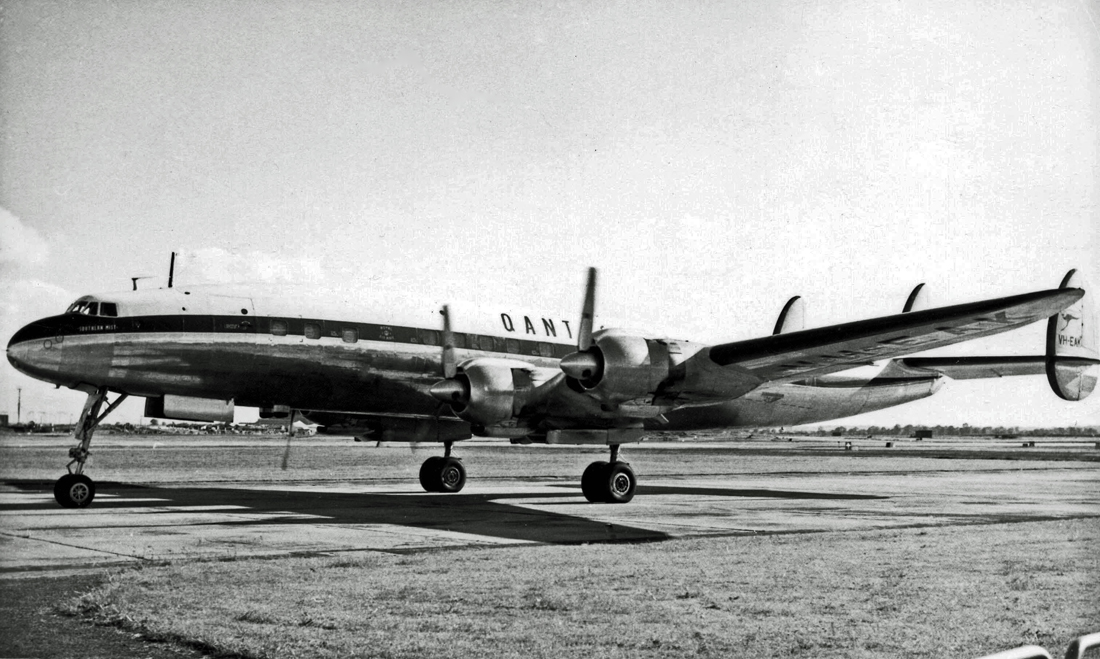
Un Super Constellation a Londra nel 1955.

Nel 1947 la compagnia aerea prese in consegna il suo primo Lockheed L-749 Constellation e vennero schierati sulla rotta principale verso Londra. Gli idrovolanti entrarono di nuovo nella flotta dal 1950, quando il primo dei cinque Short Sandringham entrò in servizio per i voli tra la base di idrovolanti di Rose Bay nel porto di Sydney e destinazioni in Nuova Caledonia, Nuove Ebridi, Fiji, Nuova Guinea (soprannominato "Bird of Paradise ") e l'isola di Lord Howe.
Nel 1952 Qantas ampliò i servizi attraverso l'Oceano Indiano a Johannesburg via Perth, le Isole Cocos e Mauritius, chiamandola la Wallaby Route. In questo periodo, il governo britannico fece pressioni su Qantas per acquistare i de Havilland Comet, ma Hudson Fysh era dubbioso sull'economia dell'aereo e resistette con successo. La rete si espanse attraverso il Pacifico fino a Vancouver via Auckland, Nadi, Honolulu e San Francisco all'inizio del 1954, quando rilevò la Southern Cross Route della British Commonwealth Pacific Airlines (BCPA). Il primo Lockheed 1049 Super Constellation della compagnia aerea fu consegnato all'inizio del 1954.
Nel settembre 1956, Qantas ordinò il Boeing 707-138 e il primo fu consegnato nel giugno 1959. Questo ordine rese la compagnia aerea il primo cliente dei 707 al di fuori degli Stati Uniti. La versione accorciata creata per Qantas era la versione originale che Boeing offriva alle compagnie aeree. La Boeing allungò poi l'aereo di dieci piedi per tutti gli altri clienti, il che distrusse l'economia per le rotte pacifiche di Qantas. La compagnia negoziò poi con successo con Boeing per avere l'aereo per il quale aveva originariamente contrattato. Questo ordine venne successivamente seguito da un altro acquisto da parte di Qantas della stessa variante.

### L'era dei jet (1959-1992)

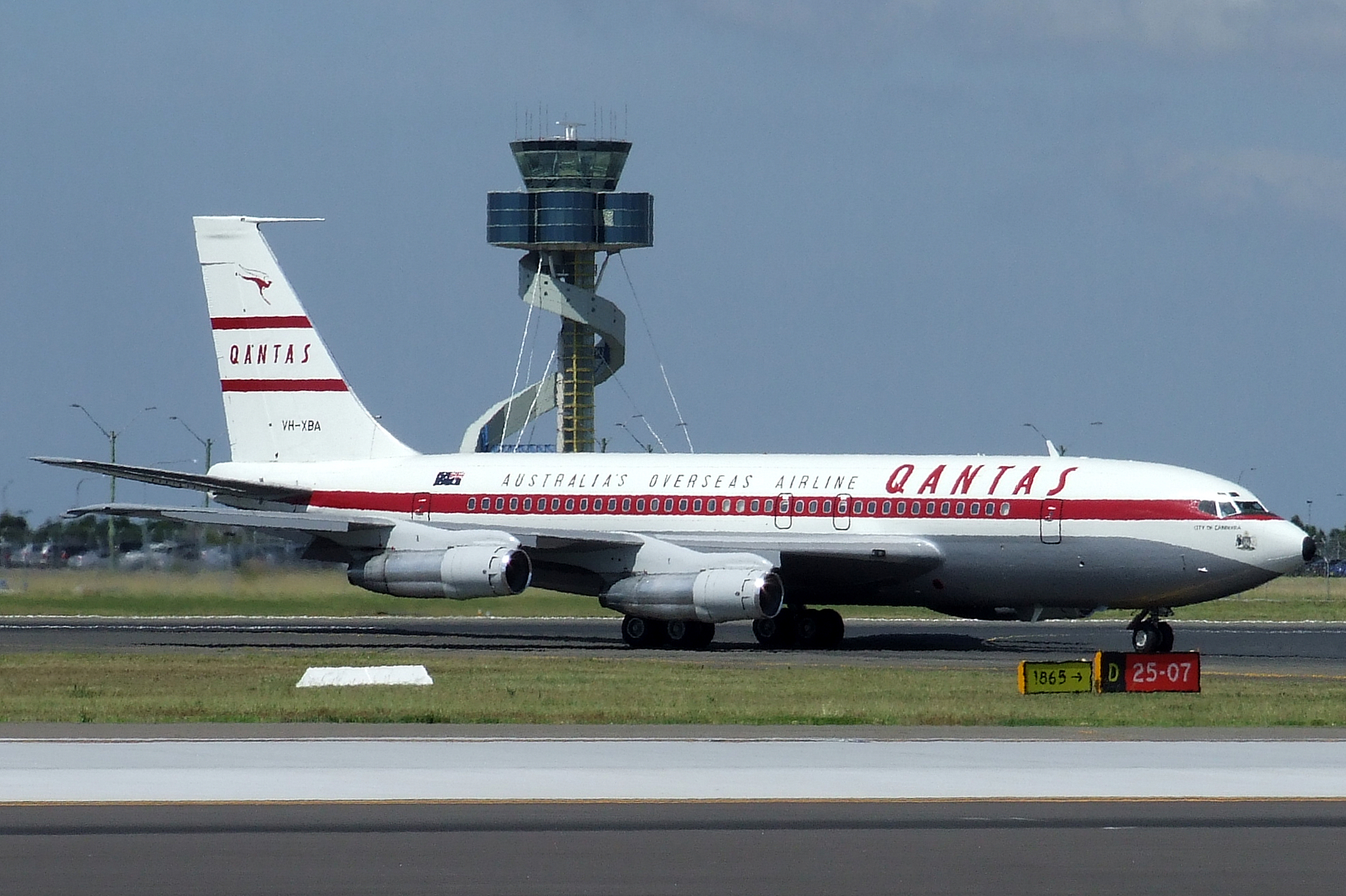
Il primo Boeing 707 di Qantas è stato ristrutturato negli anni 2000 a Londra e riportato in un museo in Australia.

Il primo velivolo a reazione nel registro australiano (e il 29° 707 costruito) fu registrato VH-EBA e chiamato City of Canberra. Questo velivolo è tornato in Australia nel dicembre 2006 per essere esposto al Qantas Founders Outback Museum a Longreach, Queensland. Il Boeing 707-138 era una versione più corta del Boeing 707 ordinato da Qantas. Il primo servizio venne operato il 29 luglio 1959 da Sydney a San Francisco via Nadi e Honolulu. Il 5 settembre 1959, Qantas divenne la terza compagnia aerea a pilotare jet attraverso il Nord Atlantico, dopo BOAC e Pan Am, operando tra Londra e New York come parte del servizio da Sydney. Tutti gli aerei a turbogetto furono convertiti a turboventola nel 1961.

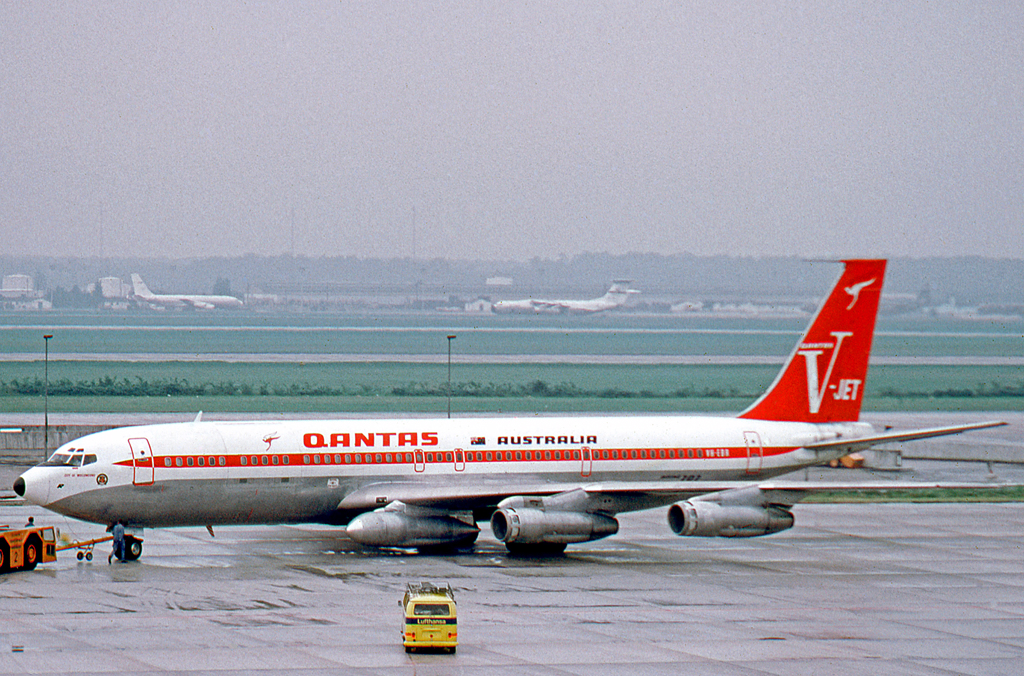
Un Boeing 707-338C a Francoforte nel 1972.

I viaggi aerei crebbero notevolmente all'inizio degli anni '60, quindi Qantas ordinò la serie di aeromobili Boeing 707-338C più grande. In attesa che questi venissero consegnati, gestiva sei de Havilland Comet 4 in wet lease dalla BOAC tra il 7 novembre 1959 e il 30 maggio 1963. Nel 1966 la compagnia aerea diversificò la sua attività aprendo il Wentworth Hotel di 450 camere a Sydney. Lo stesso anno, Qantas firmò un accordo per alcuni Concorde, alla fine annullati. Sempre nel 1966, la rotta Fiesta venne aperta da Sydney a Londra passando per Fiji, Tahiti, Città del Messico, Acapulco, Nassau e Bermuda.
Nel 1967 la compagnia aerea fece ordini per il Boeing 747. Questo aereo poteva ospitare fino a 350 passeggeri, un notevole miglioramento rispetto al Boeing 707. Furono effettuati ordini per quattro aerei con consegne a partire dal 1971. La data di consegna successiva permise a Qantas di approfittare della versione -200B, che meglio si adattava alle sue esigenze. Sempre nel 1967, Qantas Empire Airways cambiò il suo nome in Qantas Airways, il nome della compagnia aerea oggi.

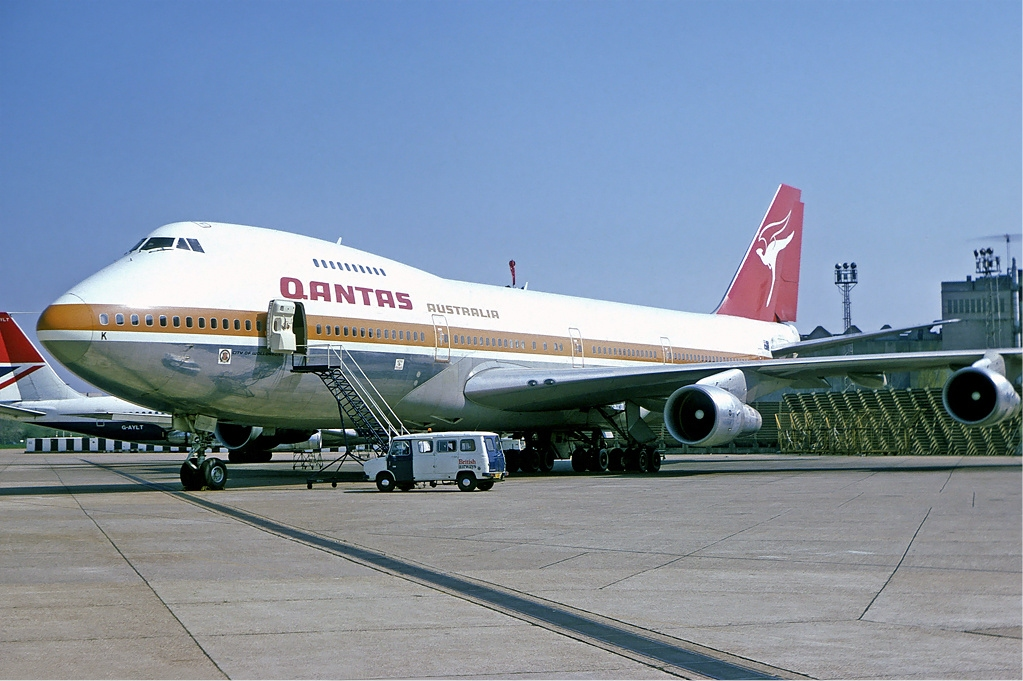
Un Boeing 747-200B a Londra nel 1978.

Quando il ciclone Tracy devastò la città di Darwin nel Natale del 1974, Qantas stabilì un record mondiale per il maggior numero di persone mai imbarcate su un singolo aereo evacuando 673 persone su un singolo Boeing 747. Stabilì anche un record di imbarco di 327 persone su un Boeing 707. Vennero poi ordinati due Boeing 747SP. Nel marzo 1979, Qantas operò il suo ultimo Boeing 707 da Auckland a Sydney, diventando l'unica grande compagnia aerea al mondo ad avere una flotta di soli 747. Nello stesso anno, Qantas introdusse la Business Class, la prima compagnia aerea al mondo a farlo.
Nel 1975 Qantas aveva sede nella Qantas House nella città di Sydney.

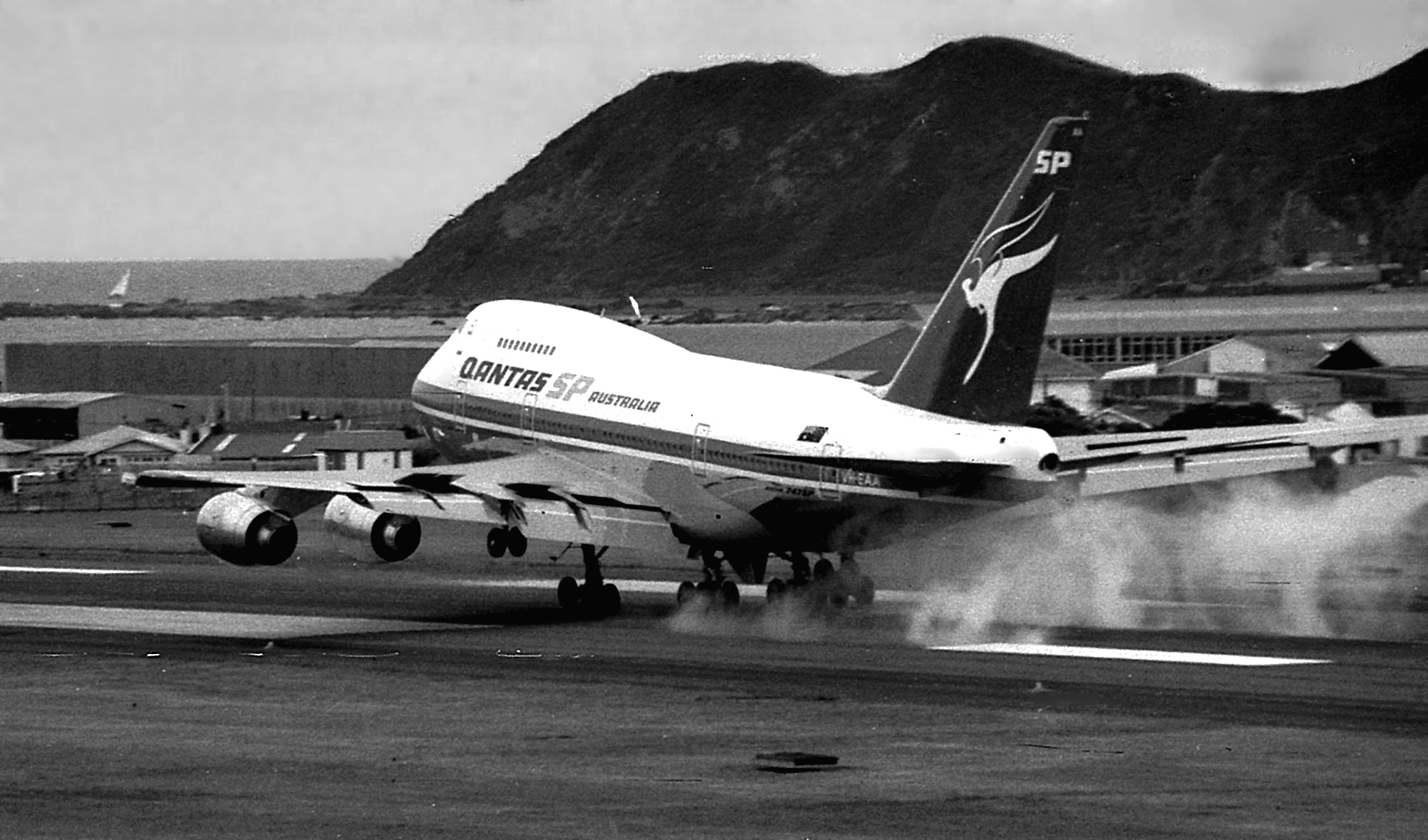
Un Boeing 747SP in Nuova Zelanda nel 1981.

Il Boeing 767-200 venne introdotto nel 1985 per le rotte verso la Nuova Zelanda, l'Asia e il Pacifico. Lo stesso anno fu introdotto il Boeing 747-300, caratterizzato da un ponte superiore allungato. La flotta di Boeing 747 venne potenziata dal 1989 con l'arrivo della nuova serie Boeing 747-400. Il volo di consegna del primo 747-400 è stato un record mondiale per gli aerei commerciali, volando i 9 640 miglia nautiche (17 850 km) da Londra a Sydney senza scalo.
Nel 1990 Qantas fondò l'Australia Asia Airlines per operare servizi a Taiwan. Diversi Boeing 747SP e Boeing 767 vennero trasferiti alla nuova compagnia, che però cessò le attività nel 1996.

### Privatizzazione (1992-2006)
Il governo australiano vendette il vettore nazionale Australian Airlines a Qantas nell'agosto 1992, dandole accesso al mercato nazionale per la prima volta nella sua storia. L'acquisto vide l'introduzione nella flotta dei Boeing 737 e degli Airbus A300, anche se gli A300 furono presto ritirati. Qantas venne privatizzata nel marzo 1993, con British Airways che prese una partecipazione del 25% aerea per 665 milioni di dollari. L'offerta pubblica ebbe luogo nei mesi di giugno e luglio dello stesso anno, con il governo che ricevette 1,45 miliardi di dollari australiani in proventi. Le restanti azioni furono cedute nel 1995-96 e nel 1996-97. Gli investitori al di fuori dell'Australia mostrarono un forte interesse, assicurandosi il 20% delle azioni che, insieme alla partecipazione del 25% di British Airways, significava che, una volta fluttuata in borsa, Qantas sarebbe stata di proprietà australiana per il 55% e per il 45% estera. Per legge, Qantas deve essere di proprietà australiana per almeno il 51% e il livello di proprietà straniera è stato costantemente monitorato.

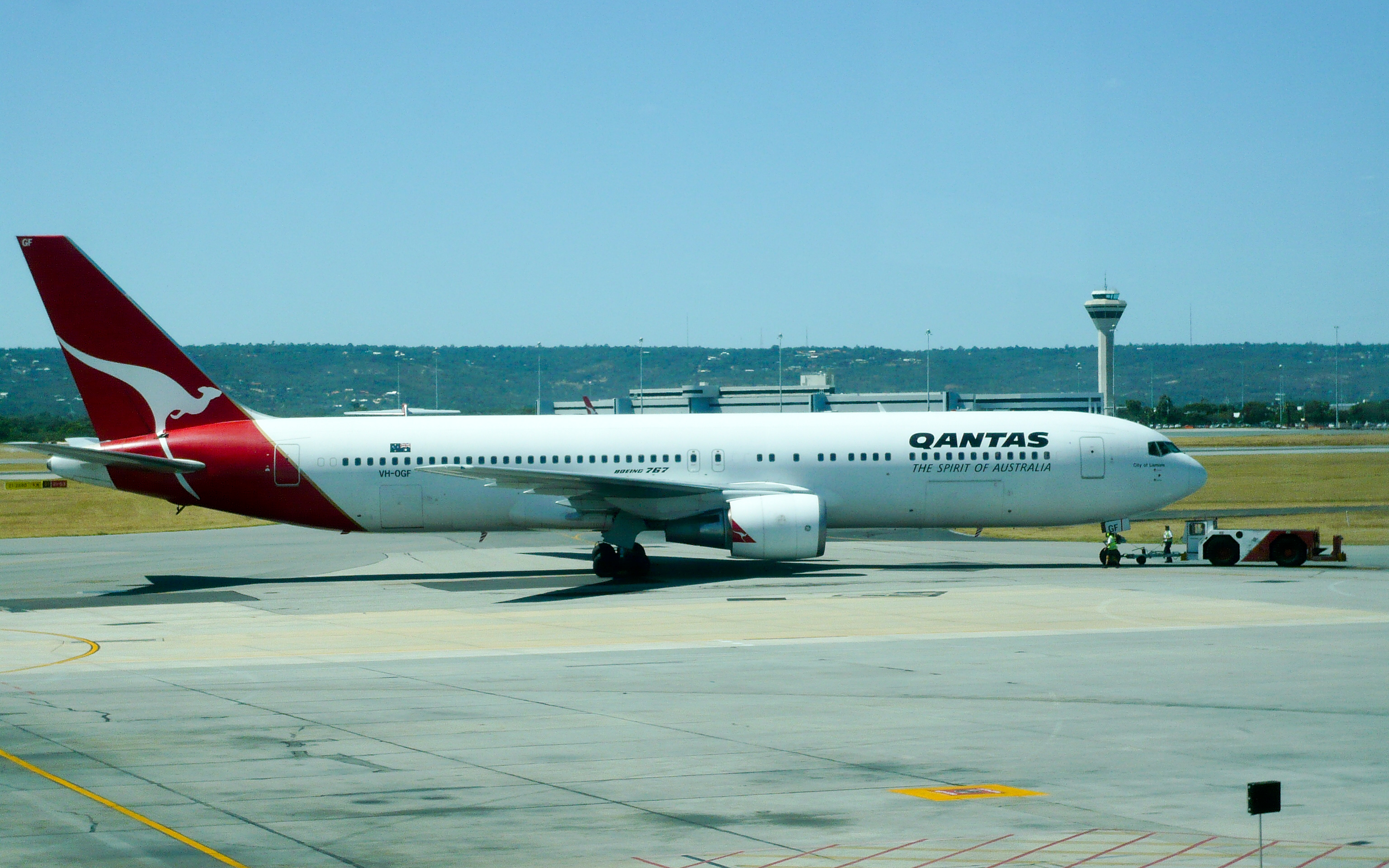
Un Boeing 767-300ER a Perth.

Nel 1998 Qantas fondò l'alleanza Oneworld insieme ad American Airlines, British Airways, Canadian Airlines e Cathay Pacific. L'alleanza entrò in funzione nel febbraio 1999 con Iberia e Finnair che si unirono nello stesso anno. Oneworld si proponeva sul mercato dei viaggi premium, offrendo ai passeggeri una rete più ampia di quella che ogni compagnia aerea potrebbe fare da sola.
Qantas ordinò dodici Airbus A380-800 nel 2000, con opzioni per altri dodici. Otto di queste opzioni vennero esercitate nel 2006, portando il totale a venti. Qantas è stata la terza compagnia aerea a ricevere un A380, dopo Singapore Airlines ed Emirates.
Il principale concorrente nazionale di Qantas, Ansett Australia, fallì il 14 settembre 2001. La quota di mercato di Qantas si avvicinò immediatamente al 90%, con la relativamente nuova compagnia a basso costo Virgin Blue che deteneva il resto. Per trarre vantaggio da questo evento, Qantas ordinò alcuni Boeing 737-800, ottenendoli solo tre mesi dopo. Questo tempo insolitamente breve tra l'ordine e la consegna fu possibile a causa degli attacchi dell'11 settembre 2001 negli Stati Uniti; la successiva flessione del mercato dell'aviazione statunitense fece sì che American Airlines non avesse più bisogno degli 737-800 che aveva ordinato. Le posizioni di consegna furono riassegnate a Qantas a condizione che l'aereo rimanesse nella configurazione di American Airlines per successivi possibili scopi di leasing.
Allo stesso tempo, Virgin Blue annunciò un'importante espansione nell'ottobre 2001, che riportò la quota di mercato interno di Qantas al 60%. Per evitare ulteriori perdite di quote di mercato, Qantas rispose creando una nuova compagnia aerea sussidiaria a basso costo, Jetstar Airways. Ciò riuscì a mantenere lo status quo intorno al 65% per le compagnie aeree del gruppo Qantas e al 30% per Virgin Blue, con altre compagnie aeree regionali che rappresentavano il resto del mercato.

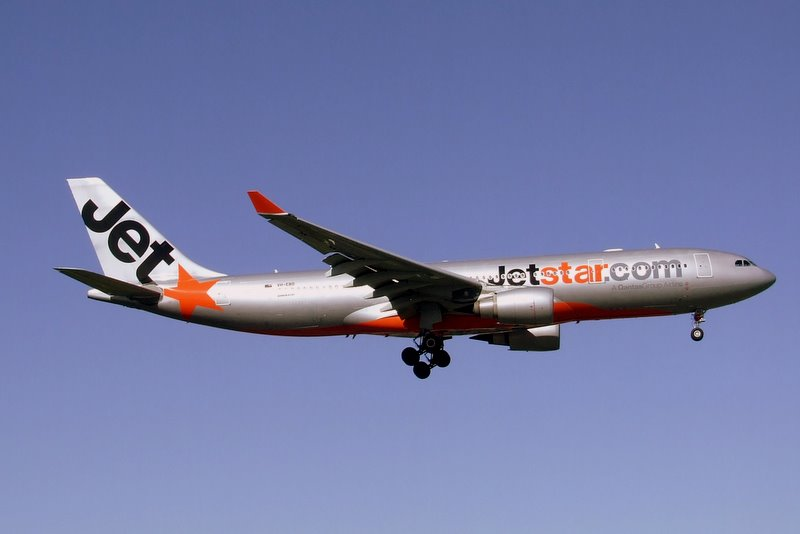
Un Airbus A330-200 di Jetsar.

Qantas aveva anche sviluppato un vettore internazionale all-economy focalizzato sul mercato delle vacanze e del tempo libero, Australian Airlines, che cessò di operare nel 2007.
Qantas si espanse anche nel mercato interno della Nuova Zelanda, prima con una partecipazione in Air New Zealand e poi con l'acquisizione in franchising di Ansett New Zealand. Nel 2003 Qantas tentò senza riuscirci di ottenere l'approvazione normativa per l'acquisto di una quota maggiore (ma ancora minoritaria) in Air New Zealand. Successivamente, intensificò la concorrenza sulle rotte in Tasmania, introducendo Jetstar in Nuova Zelanda. British Airways vendette la sua partecipazione del 18,5% in Qantas nel settembre 2004 per 425 milioni di sterline, pur mantenendo intatti i suoi stretti legami con la compagnia australiana.
Il 13 dicembre 2004, il primo volo di Jetstar Asia Airways decollò dal suo hub di Singapore diretto a Hong Kong, segnando l'ingresso di Qantas nel mercato asiatico dei bassi costi. Possedeva il 44,5% del vettore.
Nel dicembre 2005, Qantas annunciò un ordine per 115 Boeing 787-8 e 787-9 (45 ordini, 20 opzioni e 50 diritti di acquisto). Gli aerei avrebbero consentito a Qantas di sostituire la sua flotta di Boeing 767-300, aumentare la capacità e stabilire nuove rotte. Questo annuncio arrivò dopo una lunga battaglia tra Boeing e Airbus per soddisfare le esigenze della compagnia per il rinnovo della flotta e le rotte future. Il primo dei 787 era originariamente previsto per essere consegnato nell'agosto 2008, con il 787-9 in arrivo nel 2011. Tuttavia, il 10 aprile 2008 Qantas annunciò che la consegna prevista per agosto dei 787 era stata ritardata di ulteriori 15 mesi. Nel frattempo, l'amministratore delegato di Qantas Geoff Dixon riferì che la compagnia avrebbe richiesto una sostanziale liquidazione dei danni a Boeing ai sensi dell'accordo di acquisto e avrebbe utilizzato tali fondi per compensare i costi del noleggio di aeromobili alternativi.

### Sviluppi (2007-2019)

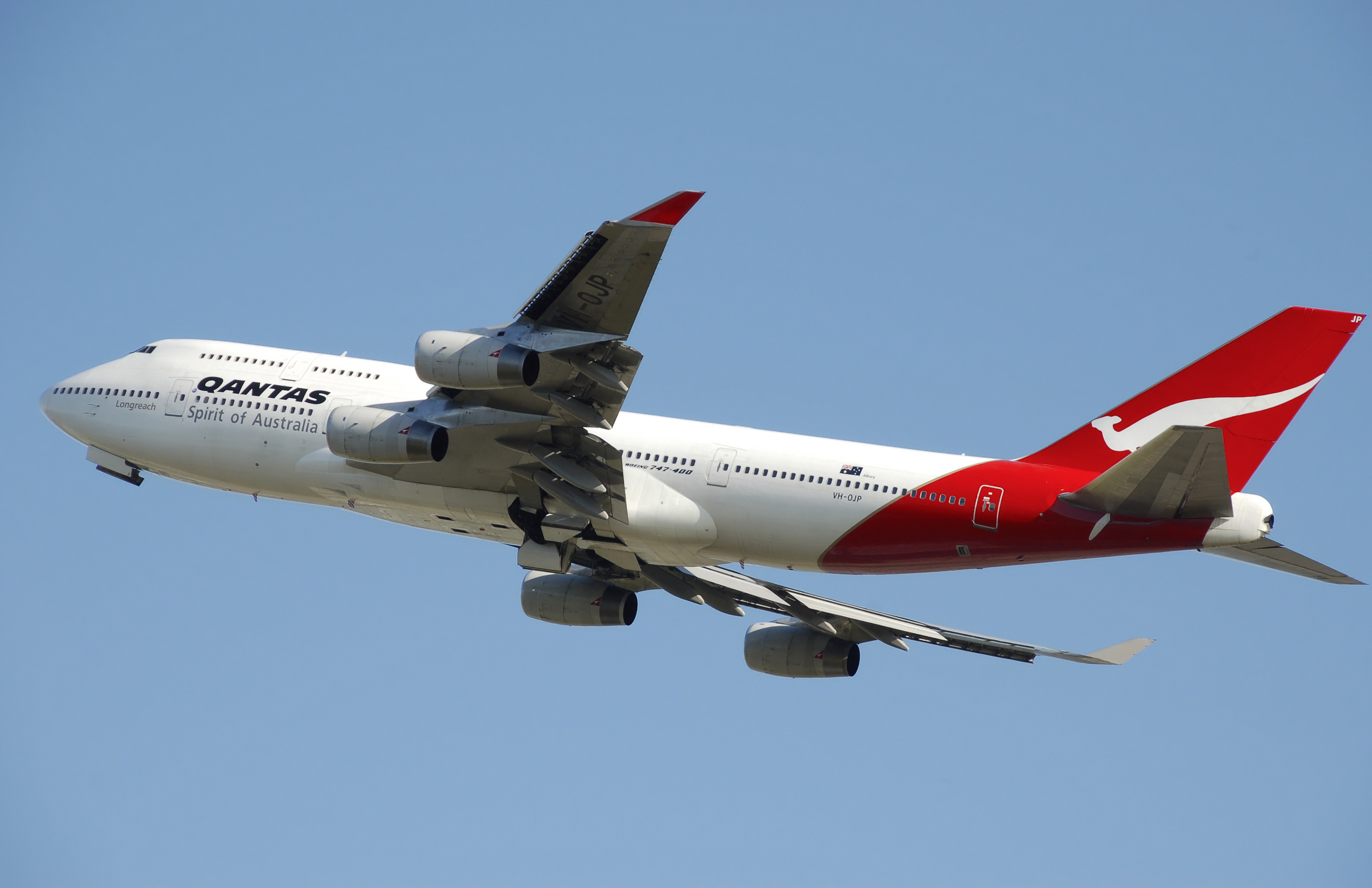
Un Boeing 747-400 in decollo.

I principali hub internazionali di Qantas sono Sydney, Melbourne e Brisbane. Tuttavia, la compagnia opera un numero significativo di voli internazionali in entrata e in uscita dagli aeroporti di Singapore Changi, Auckland, Los Angeles e Londra Heathrow. I suoi hub nazionali sono gli aeroporti di Sydney, Melbourne, Brisbane, Perth e Adelaide, ma la compagnia ha anche una forte presenza negli aeroporti di Cairns e Canberra. Serve una vasta gamma di destinazioni internazionali e nazionali.
Qantas possiede interamente Jetstar, Jetconnect (che opera servizi internazionali tra Australia e Nuova Zelanda), QantasLink (comprese Sunstate Airlines e Eastern Australia Airlines) e Qantas Freight (che a sua volta possiede interamente Australian airExpress ed Express Freighters Australia). Qantas aveva una quota minore del 4,2% in Air New Zealand, ma è stata venduta il 26 giugno 2007. Ha anche una partecipazione del 46% in Fiji Airways.
Qantas ha intensificato l'espansione di Jetstar, con il lancio di servizi internazionali (oltre ai voli esistenti in Tasmania e quelli operati dalla Jetstar Asia) verso destinazioni come Bali, Ho Chi Minh City, Osaka e Honolulu. La base di costo inferiore di Jetstar consente di gestire rotte marginali o precedentemente non redditizie con una maggiore redditività.
Il Boeing 747, che costituiva l'intera flotta di Qantas all'inizio degli anni '80, è stato ritirato. Gli ultimi tre 747-300 sono stati ritirati alla fine del 2008 e la serie 747-400 è stata attualmente gradualmente eliminata dal 2012, sostituita dall'Airbus A380 e dal Boeing 787-9 Dreamliner.
Il 1º luglio 2008, Qantas è diventata azionista del 58% nel Jetset Travelworld Group (noto come Helloworld Travel dal 2013 e Helloworld Travel dal 2017), corporatizzando le sue divisioni leisure e corporate travel; Qantas Holidays e Qantas Business Travel e venderli a Jetset Travelworld Group. Questo accordo ha creato una società di viaggi integrata verticalmente con bracci di vendita al dettaglio, all'ingrosso e aziendali.

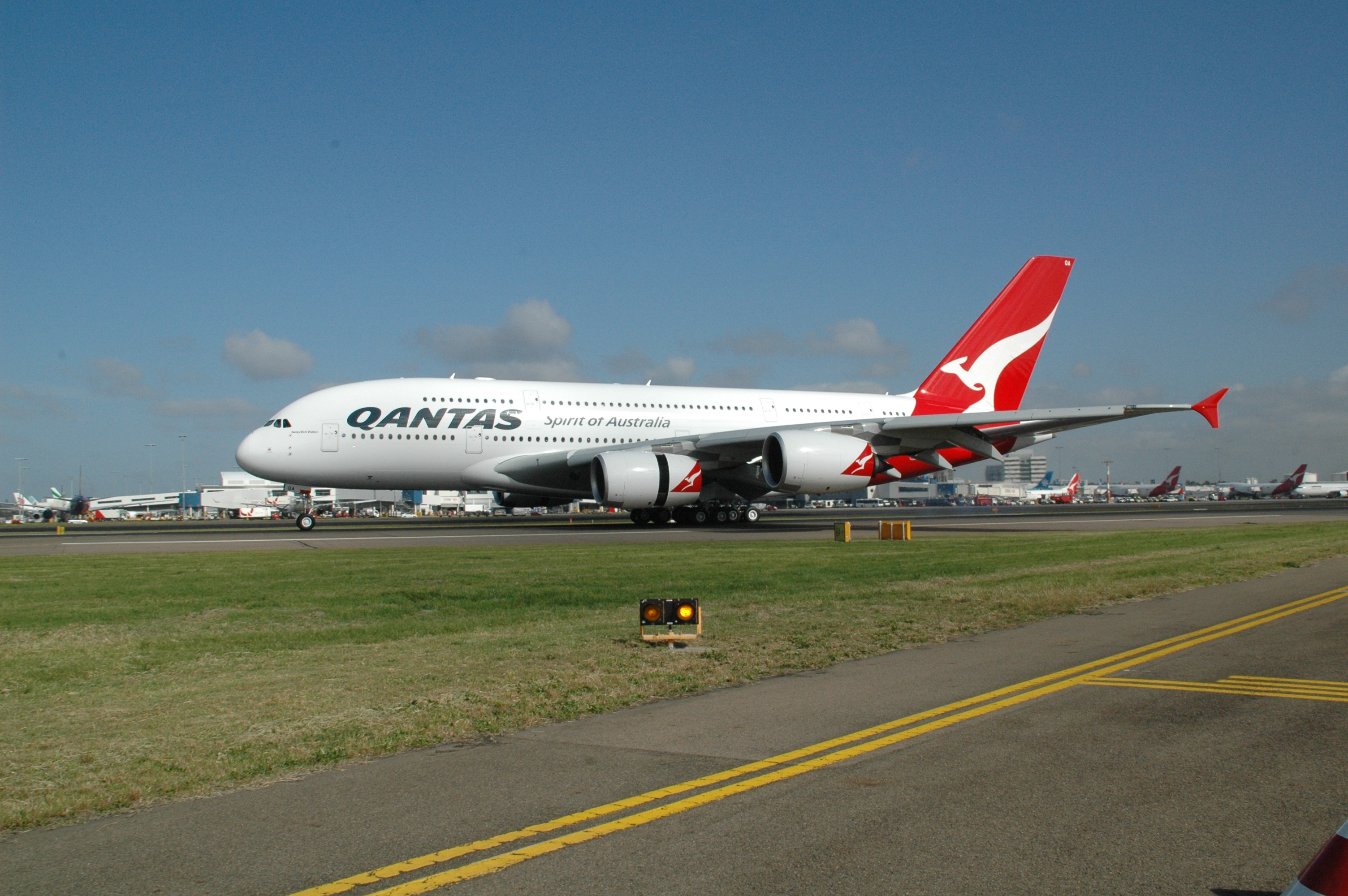
La consegna del primo Airbus A380 a Sydney.

Sempre nel 2008 il primo Airbus A380 di Qantas è stato consegnato da Airbus nel corso di una cerimonia il 19 settembre. Durante questa cerimonia, Qantas ha annunciato che stava valutando la possibilità di ordinarne altri quattro. L'aereo è arrivato sul suolo australiano la mattina del 21 settembre, quando è atterrato all'aeroporto di Sydney. La prima rotta di Qantas per l'A380 è stata da Melbourne a Los Angeles a partire dal 20 ottobre 2008, quindi da Sydney a Los Angeles. Il secondo A380, consegnato a dicembre 2008, ha aumentato la frequenza del servizio sulle stesse rotte. I successivi aeromobili da consegnare hanno ampliato ulteriormente i servizi, inizialmente sulla Kangaroo Route.
Il 2 dicembre 2008, British Airways ha confermato che erano in corso colloqui in merito a una possibile fusione tra le due società. Si sarebbero fuse come una società a doppia quotazione con azioni quotate sia alla Borsa di Londra che all'Australian Securities Exchange. Tuttavia, il 18 dicembre 2008, le due società hanno interrotto le discussioni sulla fusione per questioni di proprietà all'indomani di una fusione. Se la fusione tra Qantas e British Airways e quella precedentemente annunciata tra British Airways e Iberia Airlines fossero avvenute entrambe, si sarebbe creata la più grande compagnia aerea del mondo.
Il 29 dicembre 2008, Qantas ha operato il suo ultimo servizio di linea con un Boeing 747-300, da Melbourne a Los Angeles via Auckland. L'ultimo volo del 747-300 è avvenuto il 20 gennaio 2009 quando l'ultimo dei tre 747-300 è stato traghettato negli Stati Uniti per lo stoccaggio, portando a termine oltre 24 anni e 524.000 ore di volo di operazioni. L'ultimo volo del 747-300 è stata anche l'ultima volta che un aereo della Qantas ha volato con un ingegnere di volo.
Sulla scia della crisi finanziaria globale, Qantas affermava che avrebbe potuto "dismettere" alcuni posti di prima classe su alcune brevi rotte internazionali per massimizzare i profitti. Il prezzo delle sue azioni era aumentato costantemente dopo il suo minimo nel marzo 2009 e l'utile era sceso dell'88% a $117 milioni per l'anno fino a giugno ma, nonostante ciò, è stata una delle poche compagnie aeree internazionali a riportare un profitto in quell'anno fiscale.
Nel novembre 2012, Qantas ha acquisito la piena proprietà di Australian airExpress dopo aver acquistato la partecipazione del 50% di Australia Post. Allo stesso tempo, ha venduto la sua partecipazione del 50% in StarTrack ad Australia Post.
Il designer australiano Martin Grant era il responsabile delle nuove divise del personale che sono state svelate pubblicamente il 16 aprile 2013. L'ambasciatrice di Qantas e modella Miranda Kerr ha assistito al lancio del nuovo outfit per i quali i colori blu navy, rosso e rosa fucsia si combinavano. L'amministratore delegato Alan Joyce ha dichiarato che il nuovo design "parla dello stile australiano sulla scena globale" all'evento di lancio che ha coinvolto i dipendenti. Grant si è consultato con i membri dello staff di Qantas nel corso dell'anno per finalizzare i 35 stili infine creati.
Per tenere conto del basso dollaro australiano e dell'aumento dei costi del carburante, Qantas ha annunciato alla fine di luglio 2013 che i supplementi per il carburante sui voli internazionali sarebbero aumentati di 75 dollari. Inoltre, le tariffe di base interne sono aumentate del 2-3%.
Il 24 marzo 2018, un Boeing 787 ha operato il primo volo commerciale non-stop di linea tra l'Australia e l'Europa, il volo QF9, viaggio di 17 ore e 14.498 km (9.009 miglia) da Perth a Londra Heathrow. Nel 2019 Qantas ha lanciato voli diretti di 19 ore tra New York e Londra a Sydney con i Boeing 787-9. Nell'aprile 2018, ha venduto il suo ramo di catering a dnata. Nel febbraio 2019, ha acquistato una partecipazione del 20% in Alliance Airlines.

### Gli anni 2020
Il 19 marzo 2020, Qantas ha confermato che avrebbe sospeso circa il 60% dei voli nazionali, messo in congedo due terzi dei suoi dipendenti, sospeso tutti i voli internazionali e fatto parcheggiare più di 150 dei suoi aerei da fine marzo fino ad almeno il 31 Maggio 2020 a seguito dell'estensione delle restrizioni di viaggio del governo a causa della pandemia di COVID-19. Per sopravvivere alla pandemia, Qantas avrebbe tagliato 6.000 posti di lavoro e ha annunciato un piano per raccogliere 1,9 miliardi di dollari australiani in nuovo capitale. Qantas ha anche annunciato che avrebbe trasferito la sua partecipazione del 30% in Jetstar Pacific a Vietnam Airlines, ritirando così il marchio Jetstar in Vietnam.
Qantas ha ritirato il suo ultimo Boeing 747 nel luglio 2020 dopo quasi 49 anni di servizio continuo: il primo 747 è stato introdotto nell'agosto 1971, mentre tutti i 12 Airbus A380 sono stati collocati in deposito (10 al Mojave Air & Space Port e 2 all'aeroporto Internazionale di Los Angeles) per un minimo di tre anni. I piloti dell'ultimo volo del Boeing 747 verso il deserto del Mojave via Los Angeles hanno tracciato la forma dell'iconico logo Qantas nella traiettoria di volo prima che il jet continuasse il suo viaggio.
Nel novembre 2020, Qantas ha annunciato che l'azienda avrebbe chiesto la prova della vaccinazione contro il COVID-19 ai viaggiatori internazionali. Secondo Alan Joyce, CEO dell'azienda, un vaccino contro il coronavirus sarebbe diventato una "necessità" per i viaggi: "Stiamo cercando di cambiare i nostri termini e condizioni per i viaggiatori internazionali, chiederemo alle persone di sottoporsi a una vaccinazione prima che possano salire sugli aerei". Qantas ha anche annunciato che avrebbe tagliato altri 2000 posti di lavoro cercando di limitare le perdite finanziarie.
Nell'agosto 2021, Qantas ha annunciato che avrebbe richiesto a tutti i suoi 22.000 dipendenti di essere completamente vaccinati contro il virus.
Nel maggio 2022, Qantas ha ordinato 12 Airbus A350-1000, da utilizzare nel Project Sunrise. Si tratta di un'iniziativa lanciata nel 2017, con cui Qantas intende aprire una serie di collegamenti senza scalo da Sydney verso importanti destinazioni dell'emisfero boreale, come Londra, New York e Parigi. Al momento del lancio saranno le rotte dirette più lunghe mai operate nella storia, superando le 20 ore di volo consecutive; per questo Qantas ha previsto una cabina appositamente disegnata, per mantenere un livello di comfort adeguato per i passeggeri. L'inizio dei voli è previsto per il 2026, con l'arrivo dei primi A350.
Nel maggio 2022, Qantas ha concordato i termini per l'acquisto di Alliance Airlines. L'operazione è attualmente soggetta all'approvazione normativa e degli azionisti.

## Identità aziendale

### Quartier generale
La sede di Qantas si trova presso il Qantas Centre, nel sobborgo di Mascot, Sydney, New South Wales. La sede ha subito una riqualificazione che è stata completata nel dicembre 2013.

### Sussidiarie
Qantas ha gestito e gestisce una serie di sussidiarie passeggeri, tra cui:
- Australia Asia Airlines - ha operato dal 1990 al 1996 per consentire a Qantas di servire il mercato taiwanese.
- Impulse Airlines - una compagnia aerea acquistata da Qantas nel 2001; cessò le operazioni lo stesso anno e le sue attività furono utilizzate per fondare Jetstar Airways.
- Australian Airlines - una compagnia aerea internazionale a basso costo che operò dal 2002 al 2006.
- QantasLink - il marchio regionale della compagnia aerea che comprende le operazioni di tre compagnie aeree sussidiarie di Qantas (Eastern Australia Airlines - che gestisce anche alcuni aeromobili per conto di Jetstar Airways, Network Aviation e Sunstate Airlines) e un vettore a contratto.
- Jetstar - opera come vettore low cost di Qantas.
- Jetconnect - una consociata interamente controllata fondata nel 2002 che si concentrava sui viaggi dalla Tasmania alla Nuova Zelanda e alle città dell'Australia orientale (Brisbane, Melbourne e Sydney); l'ultimo velivolo di Jetconnect è stato trasferito alla flotta principale nell'ottobre 2018.

Qantas gestisce un servizio di trasporto merci con il nome Qantas Freight (che utilizza aeromobili operati dalla controllata Qantas Express Freighters Australia e noleggia anche aeromobili da Atlas Air) e possiede anche interamente la società di logistica e trasporto aereo di merci Australian airExpress.

## Cabina

### Voli domestici
I voli nazionali di Qantas sono operati principalmente da Boeing 737-800 e Airbus A330-200; anche gli Airbus A330-300 a volte operano a livello nazionale. Viene offerta una configurazione a due classi (business ed economy).

#### Business
La business class domestica è offerta su tutti i Boeing 737 e gli Airbus A330. Sui Boeing 737, è disponibile esclusivamente nelle prime tre file della cabina, con un layout 2-2, sedili reclinabili e un passo più ampio. Poiché gli A330 operano anche voli internazionali, le Business Suite sono talvolta disponibili sulle rotte nazionali. Questi sedili sono dotati di accesso da tutto il corridoio in una configurazione 1-2-1 e di un letto completamente piatto da 198 cm.

#### Economy
L'economy è offerta su tutti i Boeing 737 e gli Airbus A330. Il passo del sedile è solitamente di 79 cm (31 pollici) e la larghezza del sedile varia da 43 a 44 cm (da 17 a 17 1⁄2 pollici). Il layout è da 3-3 sul 737 e da 2-4-2 sull'A330.

### Voli internazionali
I voli internazionali di Qantas sono operati principalmente con gli Airbus A380, A330-300, Boeing 747, 787 e talvolta da Airbus A330-200 e Boeing 737-800. La configurazione della classe passeggeri varia a seconda dell'aeromobile, con l'Airbus A330-300 che offre una configurazione a due classi, Business ed Economy, sui voli a corto e medio raggio. Questo è paragonabile all'Airbus A380, che offre una configurazione a quattro classi con First, Business, Premium Economy ed Economy su voli a lungo raggio selezionati.

#### Prima classe

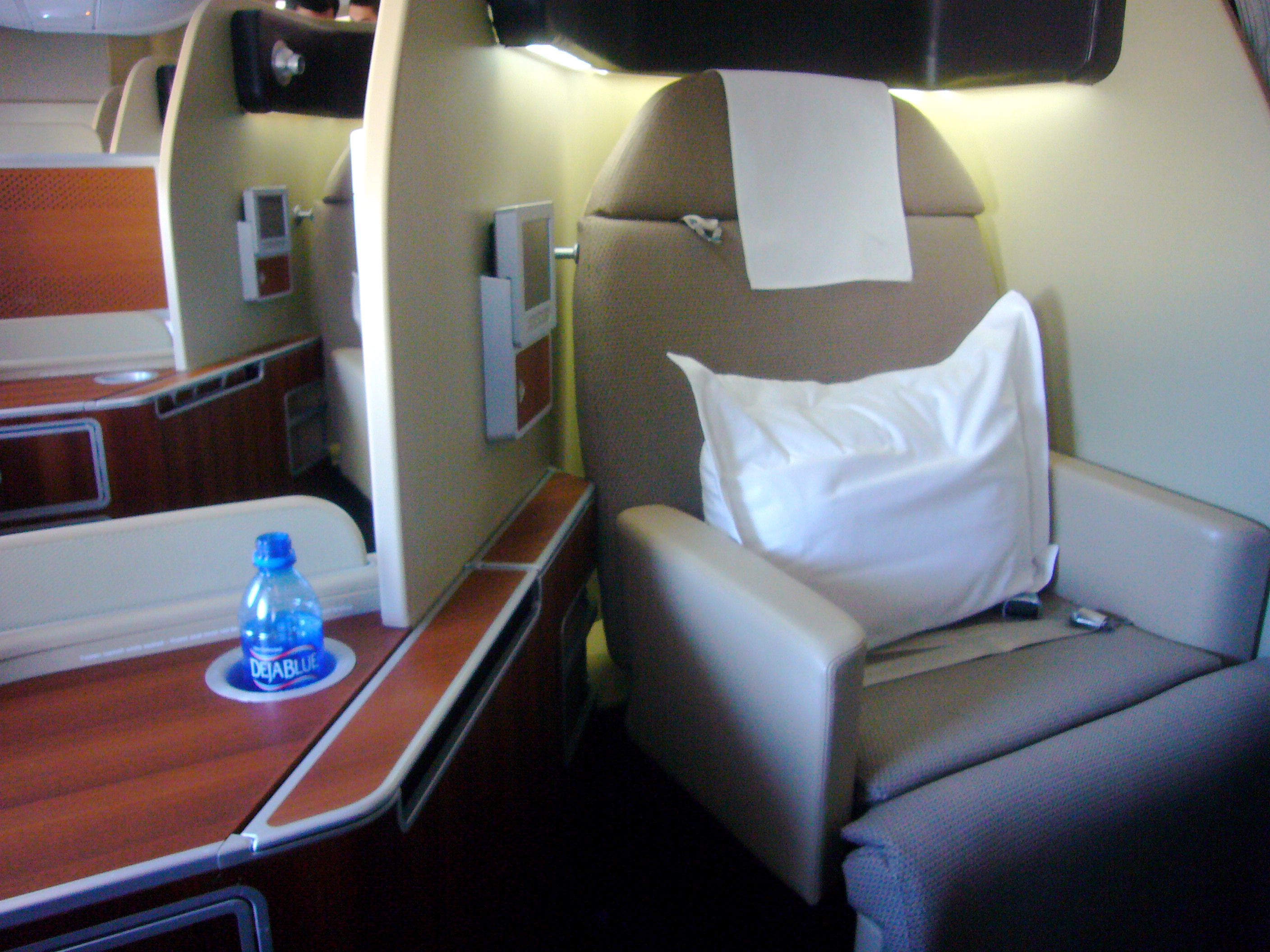
Prima classe su un A380.

Dal ritiro dei 747, la prima classe è offerta esclusivamente sull'Airbus A380.
Offre 14 suite individuali in un layout 1-1-1. I sedili ruotano rivolti in avanti per il decollo e lateralmente per pranzare e dormire, con un passo di 83,5 pollici (che si estende fino a un letto completamente piatto di 212 cm) e una larghezza di 74 cm (29 pollici). Ogni suite dispone di un monitor HD widescreen da 43 cm (17 pollici) con 1.000 programmi AVOD. Oltre alle prese di corrente da 110 V CA, sono disponibili porte USB per la connettività. I passeggeri possono inoltre usufruire della business lounge di bordo sul ponte superiore. Viene offerto l'accesso gratuito sia alla lounge di prima classe che a quella business class (o lounge affiliate).
Versioni aggiornate di questi sedile soni state montate sugli Airbus A380 ricondizionati della compagnia dalla fine del 2019. Questi sedili presentano un'ammortizzazione rinnovata e schermi di intrattenimento più grandi rispetto alla versione precedente.

#### Business
La classe business internazionale è offerta su tutti gli aerei passeggeri della linea principale.
Su tutti i voli internazionali e nazionali selezionati, Qantas offre due diversi tipi di posti in Business Class, come elencati di seguito.

##### Business Suites

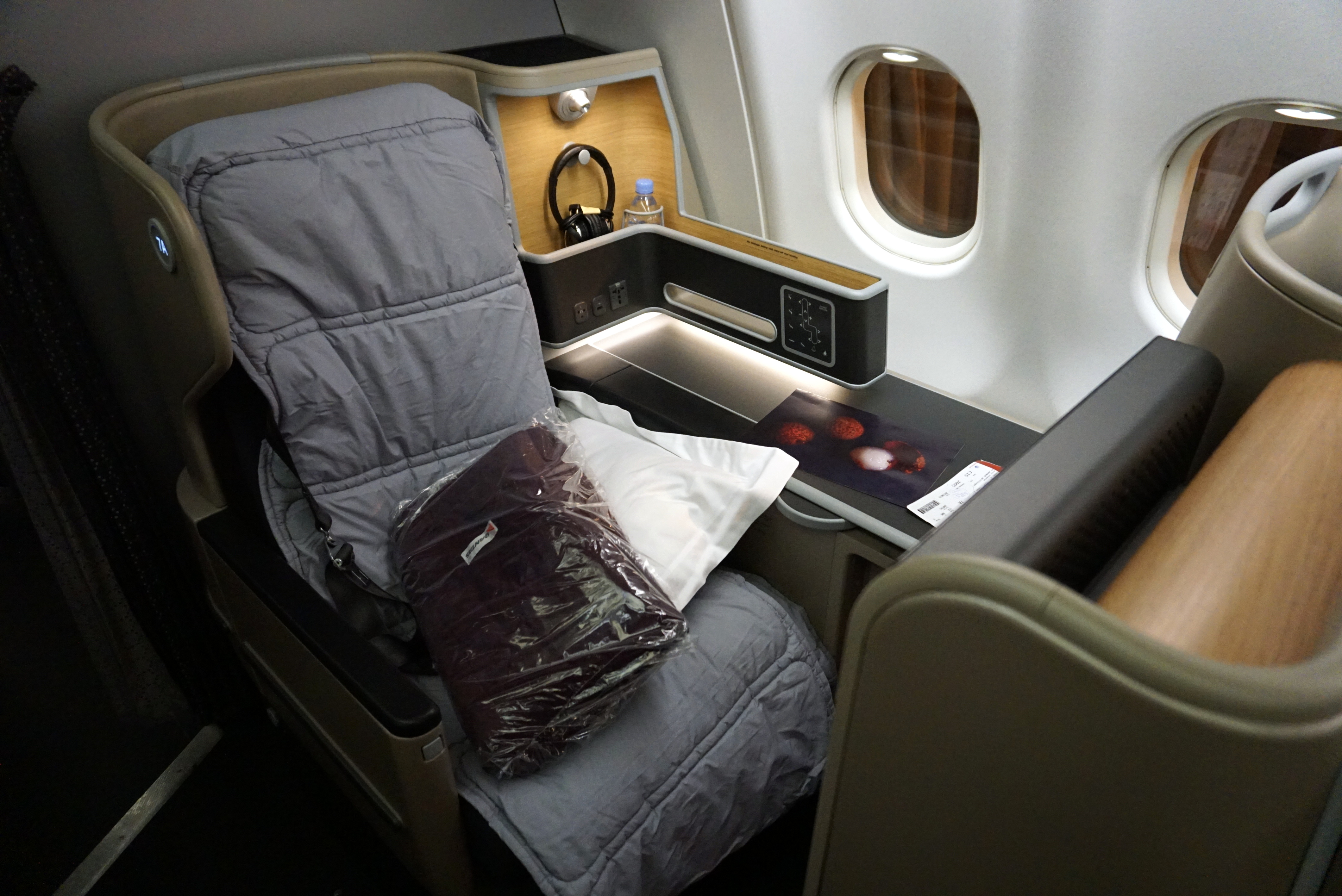
Qantas Business Suite su un 787.

Le Business Suite sono offerte su tutti i Boeing 787, Airbus A330-300 e su alcuni Airbus A330-200 e A380.
Questi posti, introdotti nel 2014, sono in una configurazione 1-2-1. I sedili includono un sistema Panasonic eX3 con touchscreen. Alla fine del 2016, i sedili in business class dell'intera flotta di Airbus A330 di Qantas sono stati ristrutturati. Le Business Suite degli Airbus A330 sono disponibili sulle rotte asiatiche, sulle rotte transcontinentali attraverso l'Australia e sulle rotte minori come il triangolo della costa orientale.
Versioni aggiornate sono state montate sulla nuova flotta di Boeing 787 della compagnia partire dalla fine del 2017.

##### Business Skybeds

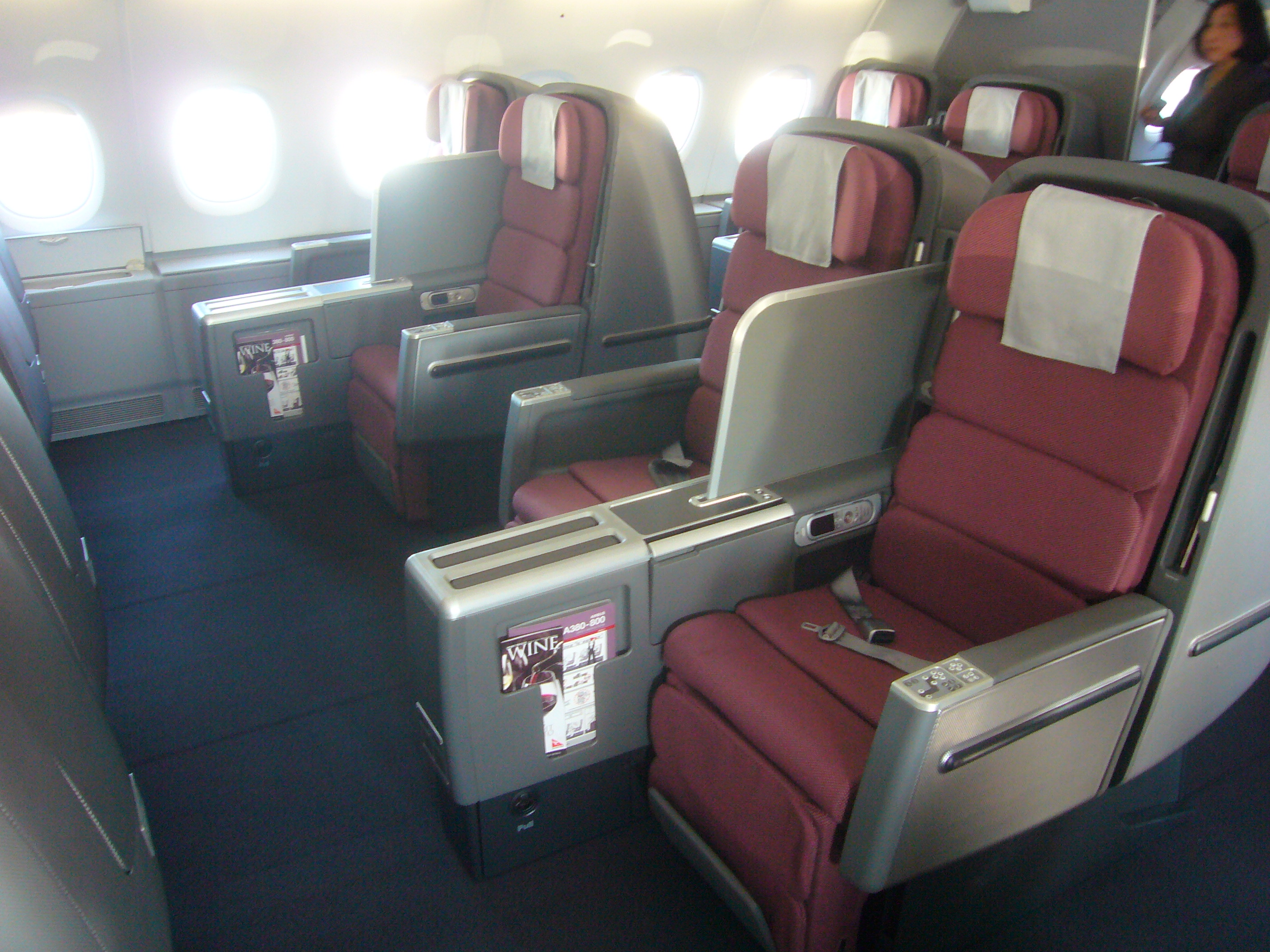
Qantas Business Skybed su un A380.

La Business Skybeds è offerta esclusivamente su alcuni A380.
Sono disponibili 64 sedili completamente piatti con un passo di 200 cm (80 pollici) (convertibili in un letto lungo 200 cm). Questi posti si trovano sul ponte superiore in una configurazione 2-2-2 in due cabine separate. Le caratteristiche includono un monitor touchscreen da 30 cm con 1.000 programmi AVOD e una lounge a bordo. Sono disponibili sulle rotte ammiraglia di Qantas come l'Australia da/per Londra via Singapore, Los Angeles, Dallas e Hong Kong (stagionale).
La versione Skybed 1 (Mark I) dei sedili reclinabili, presentata tra il 2003 e il 2019 aveva un passo di 150 cm (60 pollici) e 55 cm (21 1⁄2 pollici) di larghezza; tuttavia, i passeggeri dormivano su una pendenza distinta rispetto al pavimento della cabina. La versione Skybed 2 (Mark II), introdotta nel 2008, ha un passo di 200 cm (80 pollici) e consente ai passeggeri di sdraiarsi completamente in orizzontale.
Sul Boeing 747 i posti a sedere erano in una configurazione 2-3-2 sul ponte principale e una configurazione 2-2 sul ponte superiore. I sedili Skybed sui Boeing 747 erano dotati di un monitor touchscreen da 26 cm (10 pollici) con 400 programmi AVOD.
Nel 2019 Qantas ha avviato il processo di retrofitting dei suoi Airbus A380 con nuove Business Suite offerte anche sugli Airbus A330 e Boeing 787. Gli aerei hanno guadagnato sei posti in business class rispetto alla configurazione precedente.
Viene inoltre offerto l'accesso gratuito alla lounge della business class Qantas (o alle lounge affiliate).

#### Premium economy

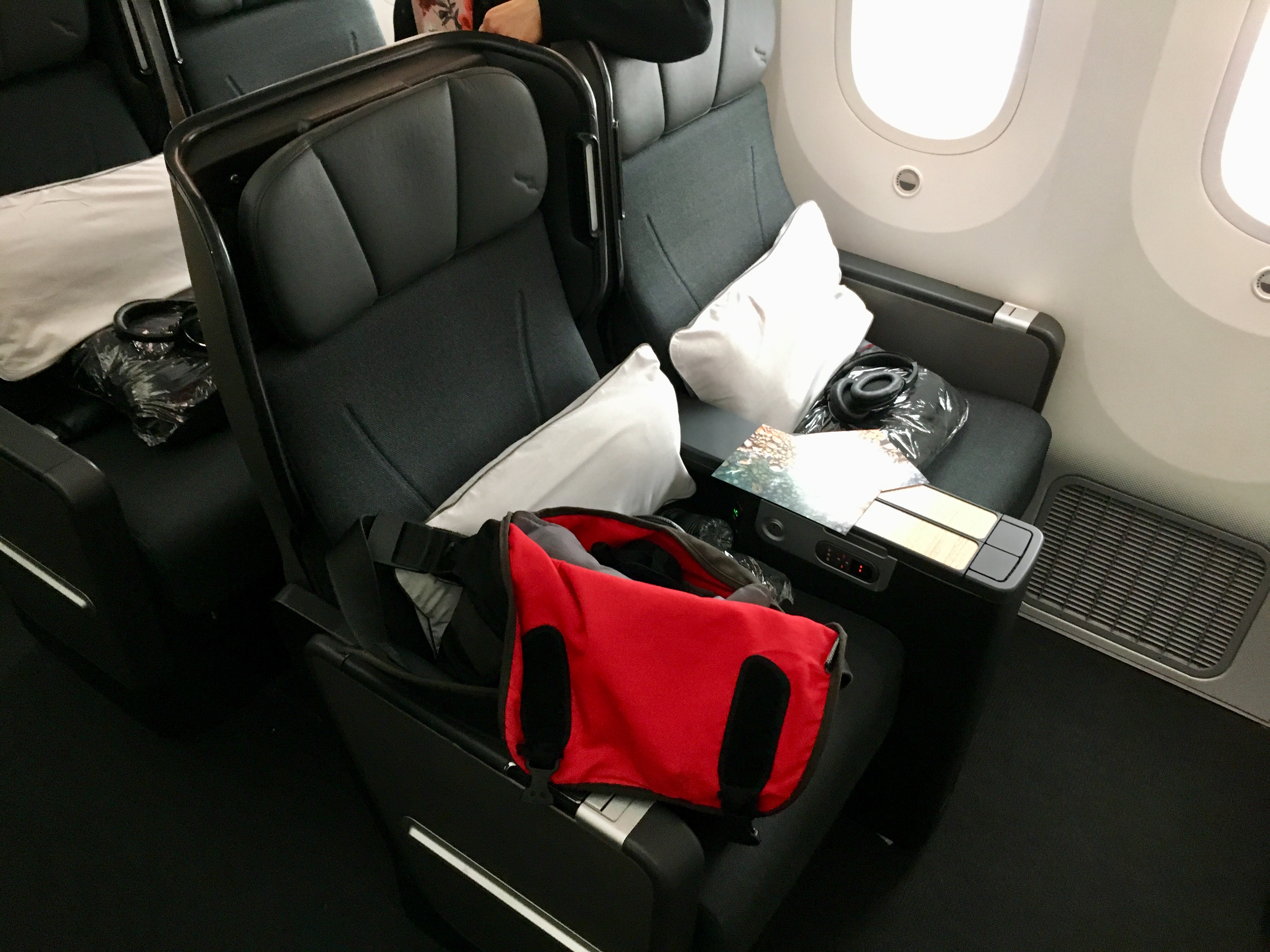
Premium economy su un 787.

La Premium Economy Class è offerta su tutti gli Airbus A380 e Boeing 787-9.
Sull'Airbus A380, il passo del sedile varia da 97 a 107 cm (da 38 a 42 pollici), con una larghezza di 50 cm (19 1⁄2 pollici). Sul Boeing 787, è configurata in un layout 2-3-2 intorno al centro dell'aeromobile, mentre è in una disposizione dei posti 2-3-2 nella parte posteriore del ponte superiore dell'A380. Il numero totale di posti dipende dal tipo di aeromobile, poiché gli A380 hanno 35-60 posti, (a seconda della configurazione) e i 787 28 posti.
La Qantas premium economy è stata presentata come un prodotto di classe business più leggero rispetto alle altre compagnie aeree, che la presentano come una classe economica migliorata. Tuttavia, Qantas non offre l'accesso alle lounge premium e i pasti sono solo una versione leggermente migliorata dei pasti in classe economica.
Nel 2019, Qantas ha avviato il processo di retrofitting dei suoi Airbus A380 con nuovi posti in Premium Economy, come sui Boeing 787. Gli aerei hanno guadagnato 25 posti premium economy rispetto alla configurazione precedente.

#### Economy

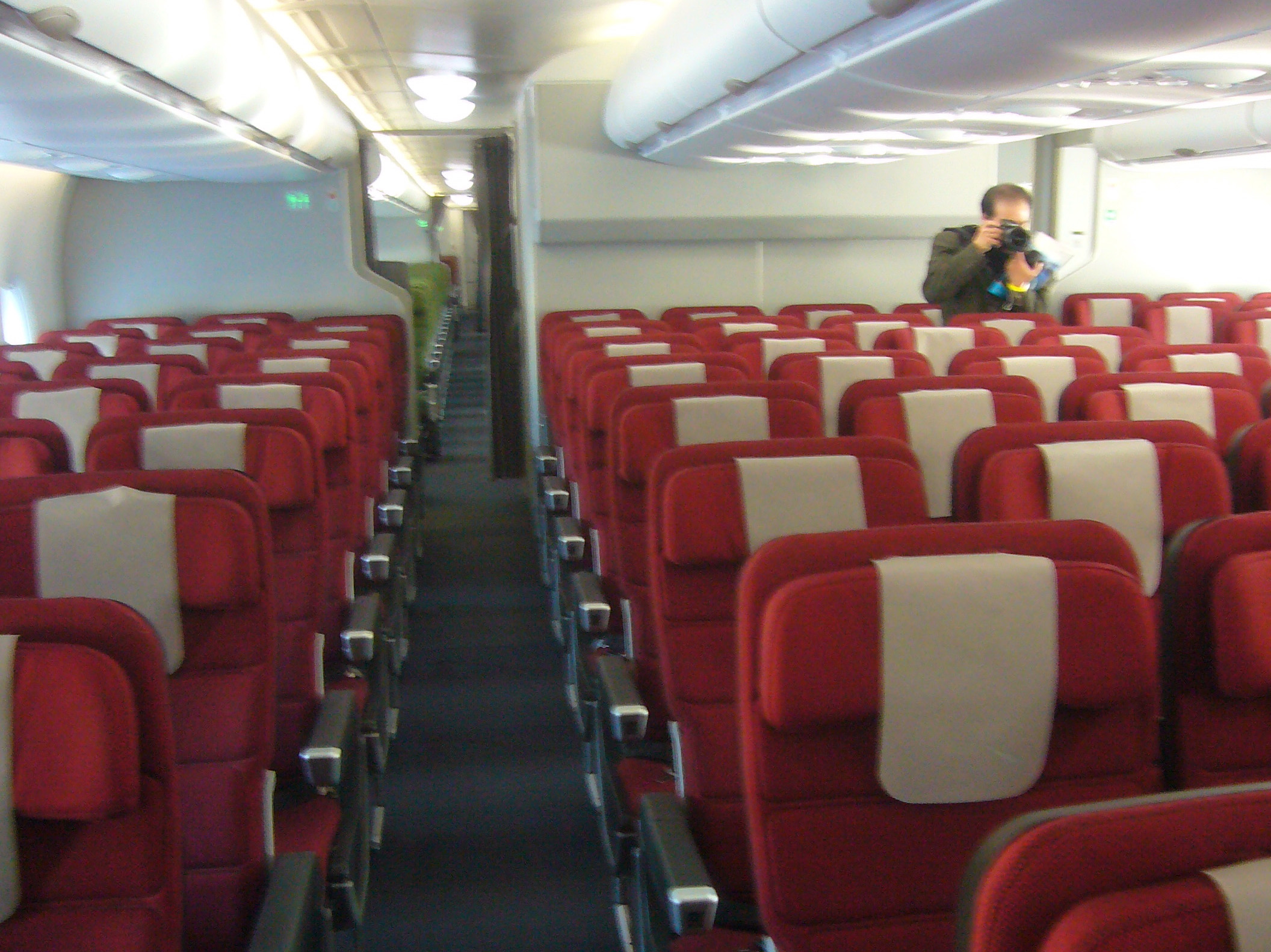
Classe economy su un A380.

La classe economica internazionale è disponibile su tutti gli aerei.
Il passo del sedile è solitamente di 79 cm (31 pollici) e la larghezza del sedile varia da 43 a 44 cm (da 17 a 17 1⁄2 pollici). I layout sono 3-3 sul 737, 2-4-2 sull'A330 e 3-3-3 sul B787-9. Sull'A380, il layout è 3- 4-3 e ci sono quattro snack bar self-service situati tra le cabine.
Nel 2019 Qantas ha avviato il processo di retrofit dei suoi A380 che include nuovi sedili e un migliore intrattenimento in volo, come offerto sui Boeing 787. L'aereo ha meno posti rispetto alla configurazione precedente a causa dell'aumento del numero di posti premium.

## Servizi

### Intrattenimento in volo

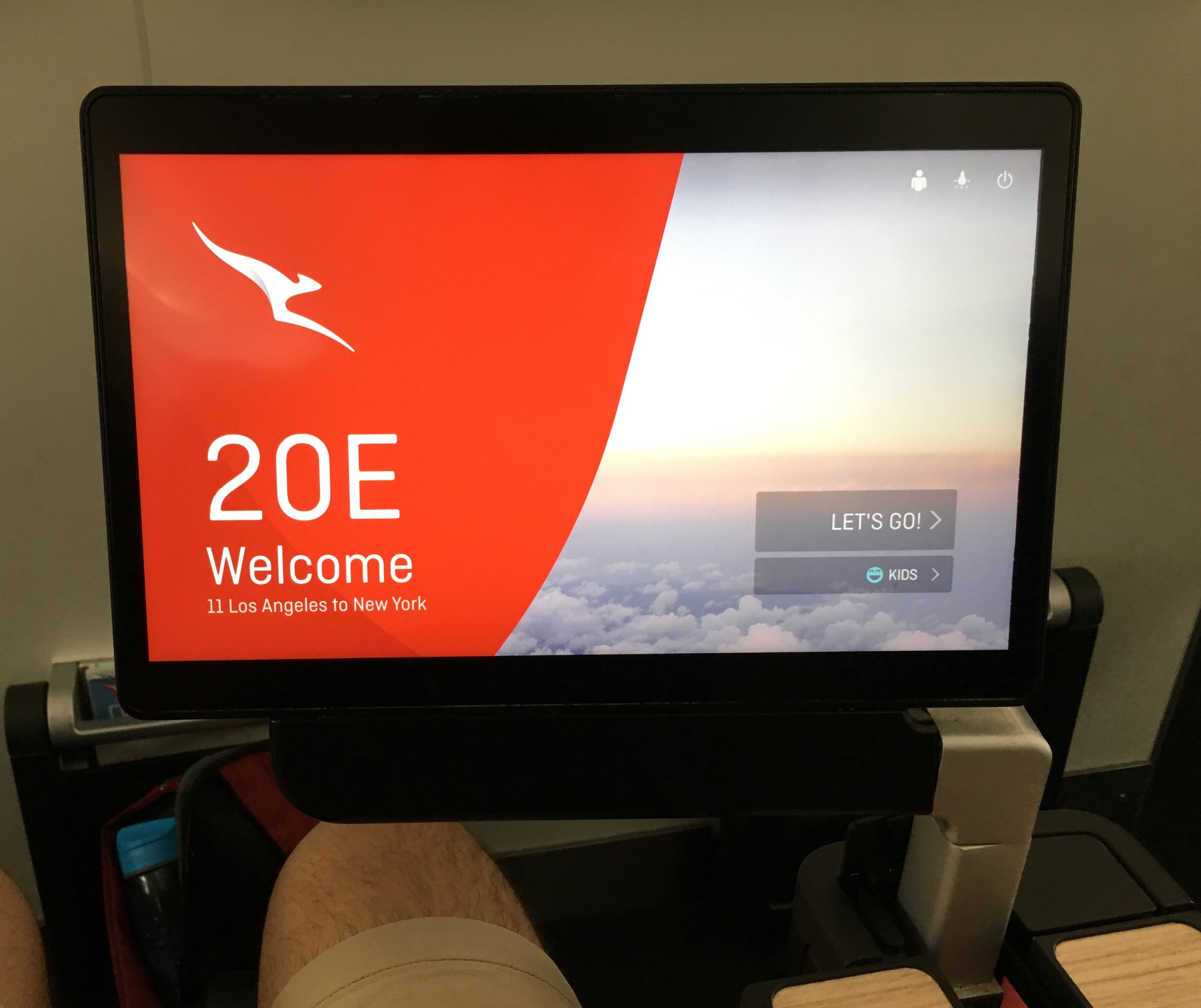
Sistema di intrattenimento nella premium economy di un Boeing 787.

Ogni aeromobile di Qantas dispone di una qualche forma di intrattenimento audio-video. La compagnia ha diversi tipi di sistemi di intrattenimento in volo (IFE) installati sui suoi aeromobili e si riferisce all'esperienza in volo come "On:Q".

#### Intrattenimento audio-video
Il "Total Entertainment System" di Rockwell Collins è stato presentato su aerei nazionali e internazionali selezionati tra il 2000 e il 2019. Questo sistema AVOD include schermi LCD personali in tutte le classi, situati nello schienale del sedile per la classe economica e business e nel bracciolo per la premium economy e la prima classe.
Il "Mainscreen System" è presente sui Boeing 737-800 selezionati. Questo sistema di intrattenimento, introdotto tra il 2002 e il 2011, ha schermi video sopraelevati come principale forma di intrattenimento. I film vengono visualizzati sugli schermi per i voli più lunghi o i programmi TV sui voli più brevi. Una trasmissione televisiva di notizie sarà solitamente presente all'inizio del volo. Le opzioni audio sono meno varie rispetto a Q, iQ o al Total Entertainment System.
Il sistema di intrattenimento "iQ" della Panasonic Avionics Corporation è presente su tutti gli ex Boeing 747 e su alcuni Airbus A380 e Boeing 737-800. Questa esperienza audio video on demand (AVOD), introdotta nel 2008, si basa sul sistema Avionics di Panasonic e offre opzioni di intrattenimento estese; touch screen; e nuove funzionalità relative alle comunicazioni come Wi-Fi e funzionalità del telefono cellulare; oltre a un maggiore supporto per l'elettronica (come la connettività USB e iPod).
Il sistema di intrattenimento "Q" di Panasonic Avionics Corporation in collaborazione con Massive Interactive è presente su tutti gli Airbus A330-300, A330-200, Boeing 787 e su alcuni Airbus A380 selezionati. Questa esperienza audio video on demand (AVOD), introdotta nel 2014 e aggiornata nel 2018 su aeromobili selezionati, si basa sul sistema Panasonic eX3 e offre ampie opzioni di intrattenimento, come touch screen potenziati, funzionalità relative alle comunicazioni come Wi-Fi e funzionalità riguardanti gli smartphone; oltre a un maggiore supporto per l'elettronica (come la connettività USB e iPod). Una funzione "il mio volo" offre l'accesso a mappe, playlist e una cronologia del servizio che mostra quando verranno serviti i pasti e le bevande e il momento migliore per riposarsi sui voli a lungo raggio.

#### Wi-Fi in volo e intrattenimento wireless
Q Streaming è un sistema in cui l'intrattenimento viene trasmesso in streaming su iPad o dispositivi personali disponibili in tutte le classi su aeromobili selezionati. È disponibile una selezione di film, programmi TV, musica e una scelta per bambini.
Nel 2007 Qantas ha condotto una prova per l'uso di telefoni cellulari con AeroMobile, durante i servizi domestici per tre mesi su un Boeing 767. Durante la prova, i passeggeri potevano inviare e ricevere messaggi di testo ed e-mail ma non erano in grado di effettuare o ricevere chiamate.
Dal 2014, Sky News Australia fornisce bollettini di notizie sia in volo che nelle lounge con marchio Qantas. In precedenza, era l'Australian Nine Network a fornire il servizio.
Nel luglio 2015, Qantas ha firmato un accordo con la rete via cavo americana HBO per fornire oltre 120 ore di programmazione televisiva in volo aggiornata mensilmente, oltre a programmi di intrattenimento e reality show originali sia da Foxtel che dal National Geographic Channel.
Nel 2017 Qantas ha iniziato a distribuire il Wi-Fi ad alta velocità gratuito sugli aerei domestici. I servizi utilizzano i satelliti NBN Co Sky Muster per fornire velocità più elevate rispetto a quelle generalmente offerte dal Wi-Fi di bordo.

#### Rivista di bordo
Qantas: The Australian Way è la rivista di bordo della compagnia aerea. A metà del 2015, la compagnia ha concluso un contratto editoriale di 14 anni con Bauer Media, passando all'editore a Medium Rare.

### Il Qantas Club

#### Strutture

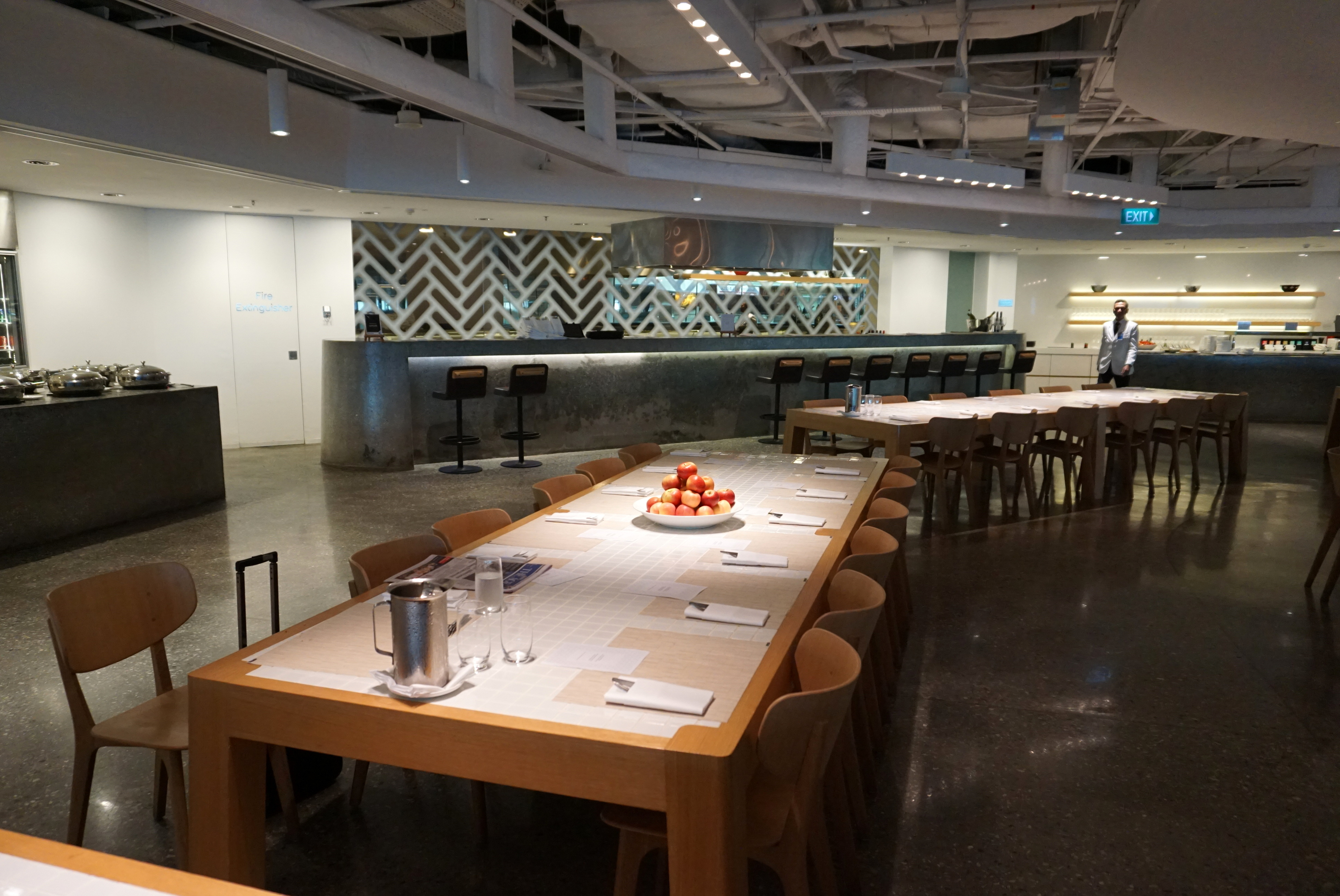
La Qantas International Business Lounge a Singapore.

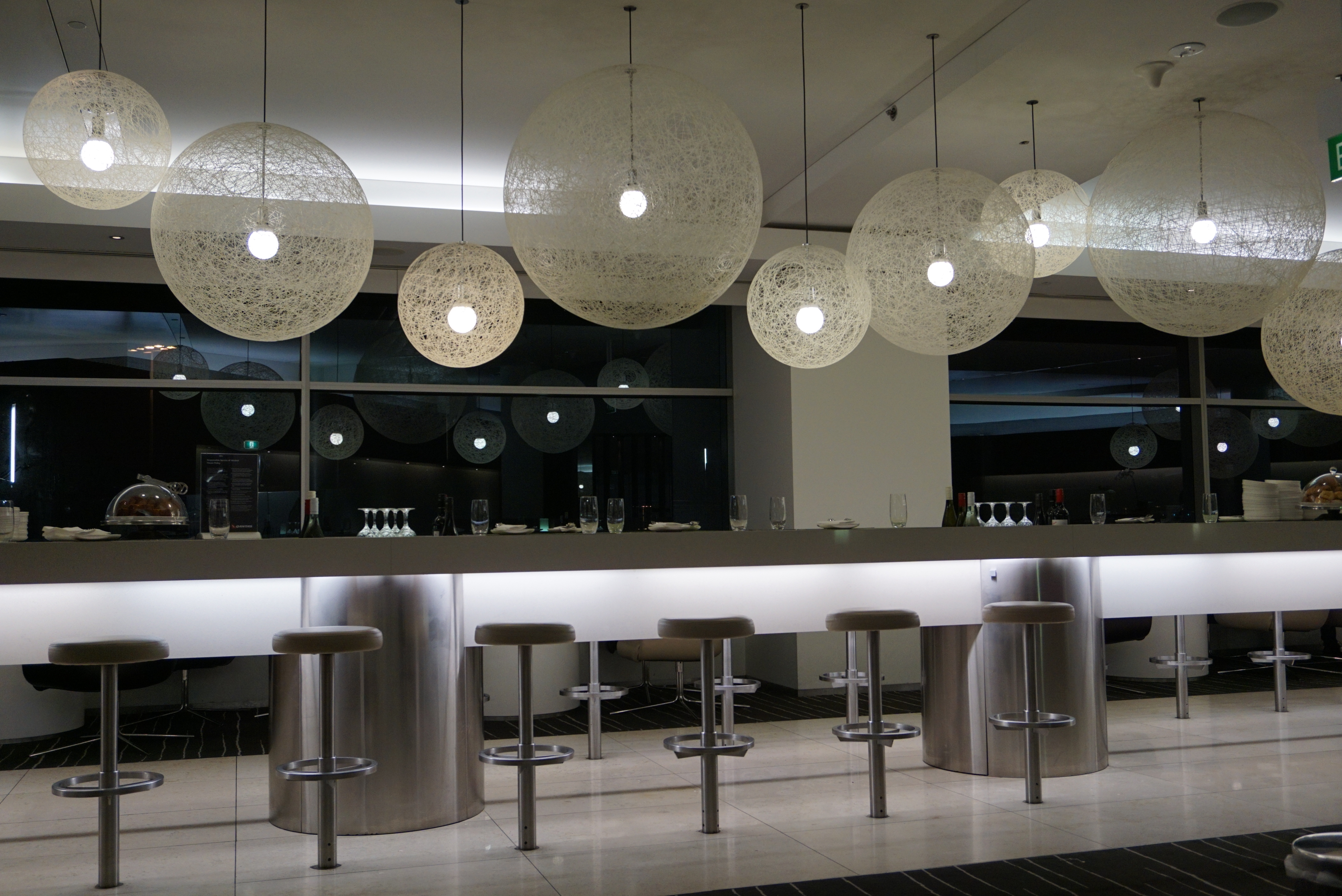
La Qantas International Business Lounge a Sydney.

Il Qantas Club è la lounge di Qantas con strutture in tutta l'Australia e nel mondo. Inoltre, la compagnia gestisce lounge internazionali di prima classe dedicate a Sydney, Melbourne, Auckland, Los Angeles e Singapore. A livello nazionale offre anche Business Lounge dedicate a Sydney, Melbourne, Brisbane, Canberra e Perth per i frequent flyer domestici di Business Class, Qantas Platinum e Platinum One e OneWorld Emerald.
Nell'aprile 2013, Qantas ha aperto la sua nuova lounge a Singapore, la Qantas Singapore Lounge. Questo ha sostituito le ex lounge separate di prima e business class come risultato della nuova alleanza con Emirates. Lounge combinate simili sono state aperte anche a Hong Kong nell'aprile 2014 e a Brisbane nell'ottobre 2016. Queste lounge forniscono lo stesso servizio attualmente offerto da Sofitel nelle sue First lounge a Sydney e Melbourne e un'esperienza culinaria con piatti ispirati al Tempio delle spezie di Neil Perry e cocktail d'autore.

#### Accesso alle lounge
I soci del Qantas Club, i soci Gold del programma Frequent Flyer e i titolari di Oneworld Sapphire possono entrare nei Qantas Club nazionali quando volano su voli Qantas o Jetstar insieme a un ospite che non deve necessariamente viaggiare. I soci Platinum e Oneworld Emerald possono portare due ospiti. A livello internazionale, i membri utilizzano le lounge Qantas International Business Class (o l'equivalente Oneworld). Gli ospiti devono viaggiare per accedere alle lounge internazionali. Quando volano con American Airlines, i membri hanno accesso alle lounge Admirals Club della compagnia statunitense e quando volano con British Airways alle lounge Terraces e Galleries della compagnia britannica.
I frequent flyer Platinum erano stati precedentemente in grado di accedere ai Qantas Club nei terminal nazionali australiani in qualsiasi momento, indipendentemente dal fatto che stessero volando quel giorno. I viaggiatori in possesso dello stato Oneworld Sapphire o Emerald sono ammessi nei Qantas Club in tutto il mondo.
L'accesso alle lounge Qantas First è aperto ai passeggeri che viaggiano su voli Qantas o Oneworld di prima classe operati a livello internazionale, nonché ai frequent flyer Qantas platinum e Oneworld emerald. I passeggeri di prima classe di Emirates possono accedere alle prime lounge Qantas a Sydney e Melbourne.
Il Qantas Club offre anche l'iscrizione tramite abbonamento a pagamento (uno, due o quattro anni) o tramite il conseguimento dello status di frequent flyer Gold o Platinum. I vantaggi dell'iscrizione includono l'accesso alla lounge, il check-in prioritario e la gestione prioritaria dei bagagli.

### Il programma frequent Flyer
Il programma frequent flyer di Qantas mira a premiare la fedeltà dei clienti. Il programma è di lunga data, anche se la data di inizio effettivo è stata una questione che ha generato alcune controversie. Qantas afferma che il programma è stato lanciato nel 1987 sebbene altre fonti affermino che sia stato lanciato all'inizio degli anni '90, con un programma già precedentemente esistente nominato Captain's Club.
I punti vengono accumulati in base alla distanza percorsa, con bonus che variano in base alla classe di viaggio. I punti possono essere accumulati anche con altre compagnie aeree membri di Oneworld e altri partner. I punti possono essere riscattati per voli o upgrade su voli operati da Qantas, compagnie aeree di Oneworld e altri partner. Altri partner includono carte di credito, compagnie di autonoleggio, hotel e molti altri. I voli con Qantas e le compagnie aeree partner selezionate guadagnano crediti status e l'accumulo di questi consente di passare allo stato Silver (Oneworld Ruby), Gold (Oneworld Sapphire), Platinum e Platinum One (Oneworld Emerald).
L'adesione al programma è cresciuta in modo significativo dal 2000, quando il programma contava 2,4 milioni di membri. Nel 2005 i membri erano cresciuti a 4,3 milioni, poi a 7,2 milioni nel 2010 e 10,8 milioni nel 2015. Nel 2018 il programma aveva 12,3 milioni di membri, quasi l'equivalente della metà della popolazione australiana.
Qantas ha dovuto affrontare critiche riguardo alla disponibilità di posti per i membri che riscattavano punti. Nel 2004 la Australian Competition and Consumer Commission ordinò a Qantas di fornire maggiori informazioni ai membri riguardo alla disponibilità di posti per i frequent flyer.
Nel marzo 2008, un analista di JPMorgan Chase ha riferito che il programma frequent flyer Qantas potesse valere 2 miliardi di dollari australiani (1,9 miliardi di dollari), rappresentando più di un quarto del valore di mercato totale di Qantas.

## Destinazioni
Al 2022, Qantas opera voli nazionali e internazionali verso diverse destinazioni in Africa, America, Asia, Europa e in Oceania.

### Accordi commerciali
Al 2022 Qantas ha accordi di code-share con le seguenti compagnie:
- Aircalin
- Air France
- Air New Zealand
- Air Niugini
- Airnorth
- Air Tahiti Nui
- Air Vanuatu
- Alaska Airlines
- American Airlines
- Asiana Airlines
- Bangkok Airways
- British Airways
- Cathay Pacific
- China Airlines
- China Eastern Airlines
- China Southern Airlines
- El Al
- Emirates
- Fiji Airways
- Finnair
- ITA Airways[111]
- Japan Airlines
- Jetstar
- Jetstar Asia
- KLM
- LATAM Chile
- Qantas Link
- Solomon Airlines
- SriLankan Airlines
- WestJet

### Alleanze
Il 1º febbraio 1999 Qantas è entrata a far parte di Oneworld.

## Flotta

### Flotta attuale

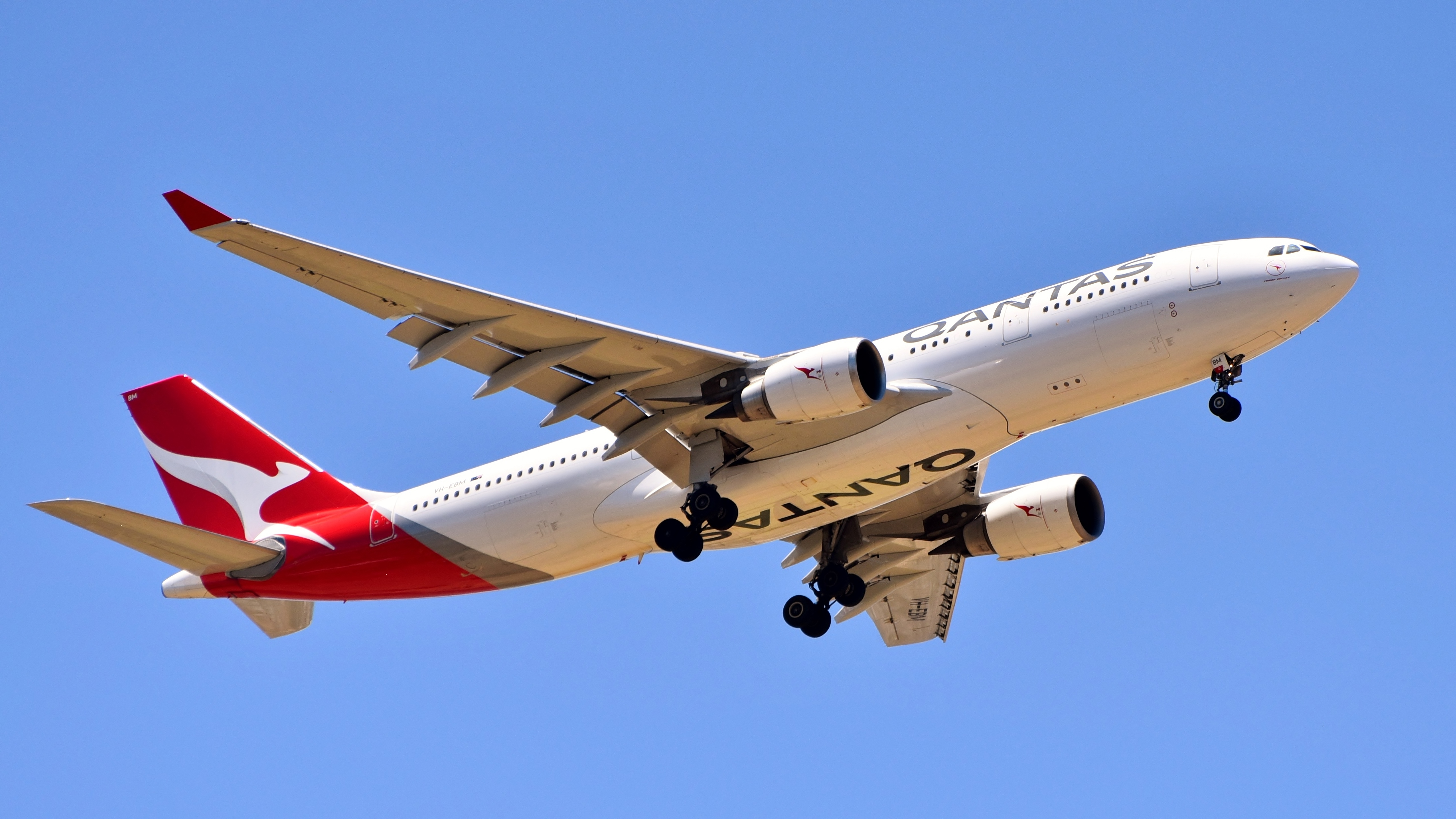
Un Airbus A330-200.

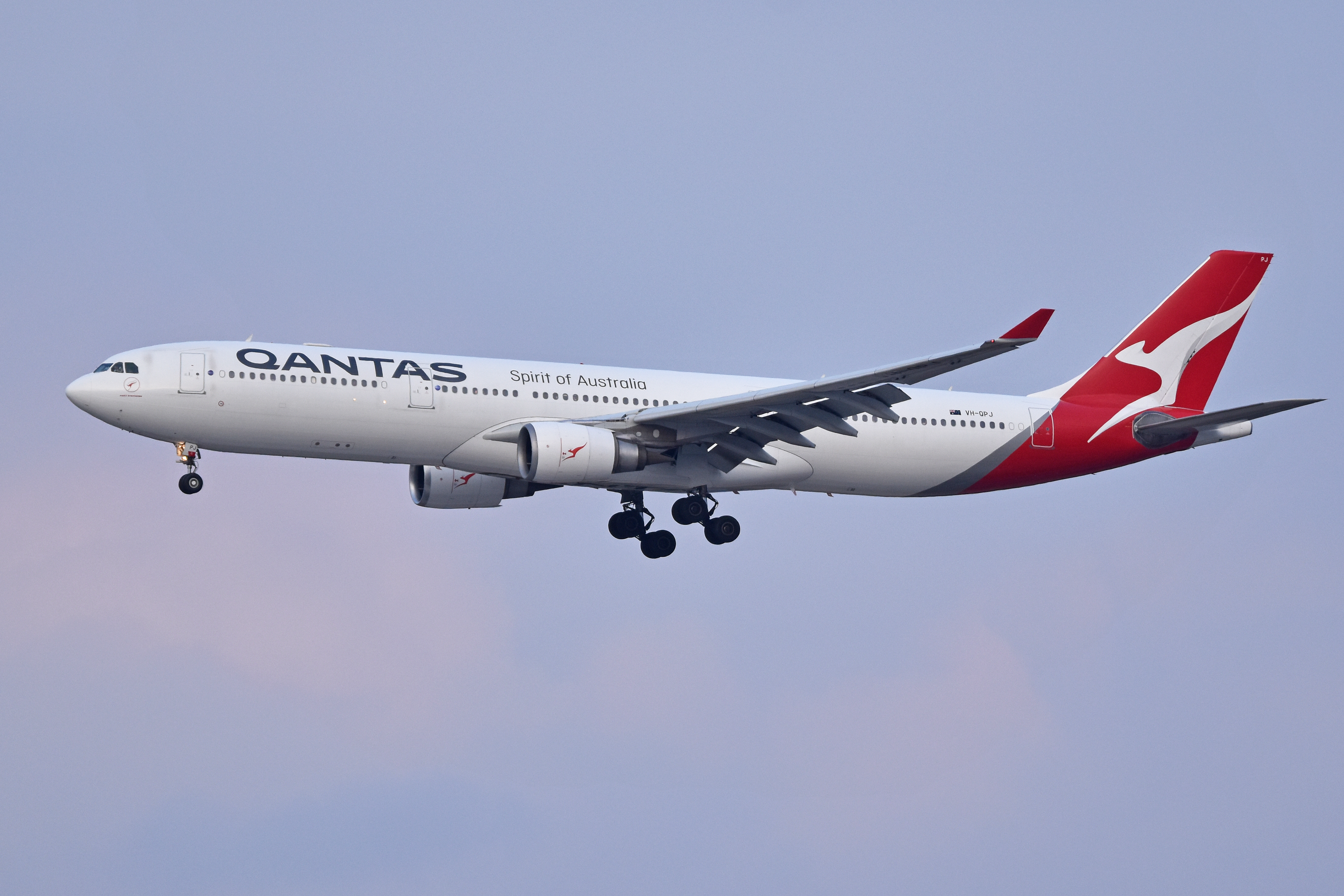
Un Airbus A330-300.

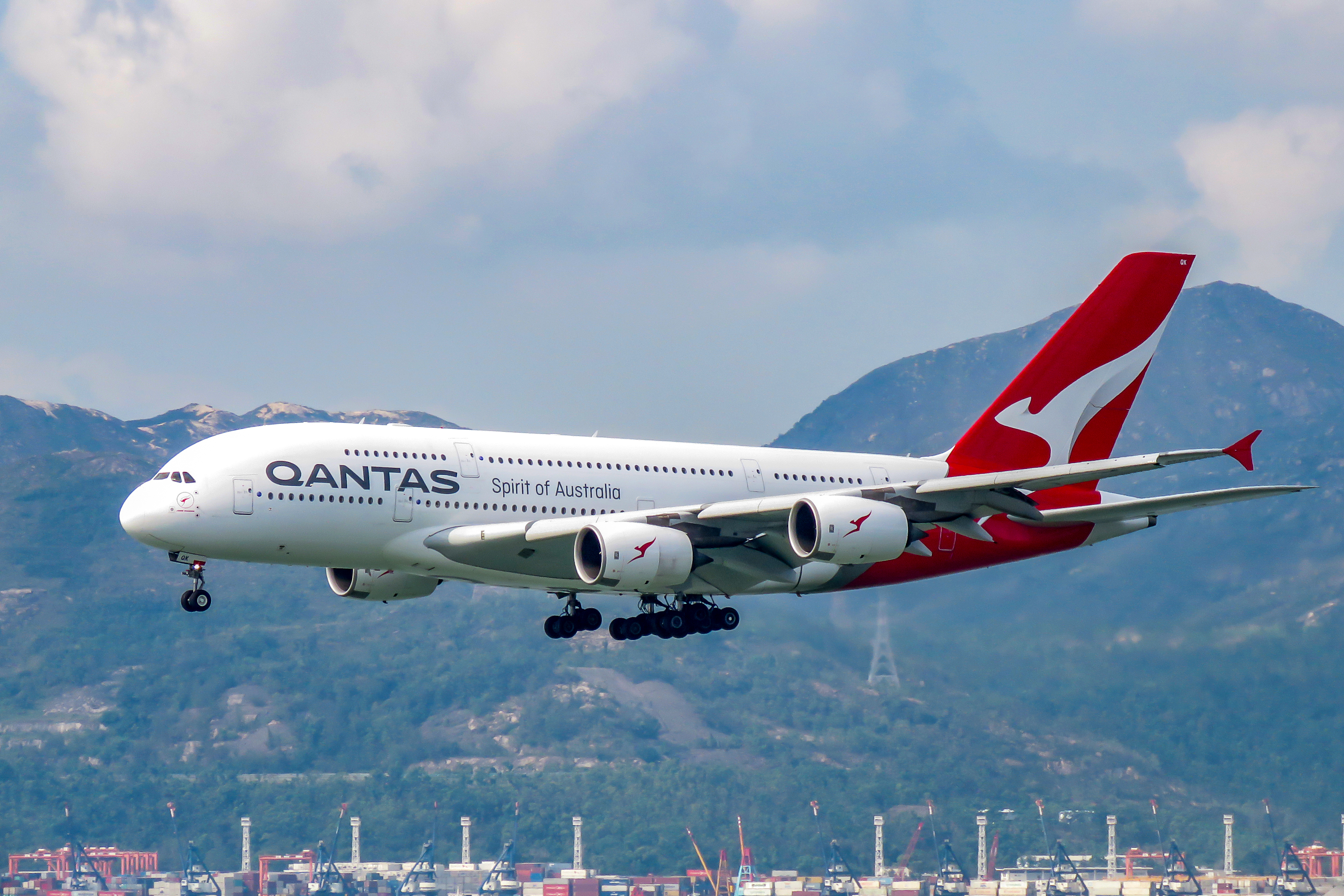
Un Airbus A380-800.

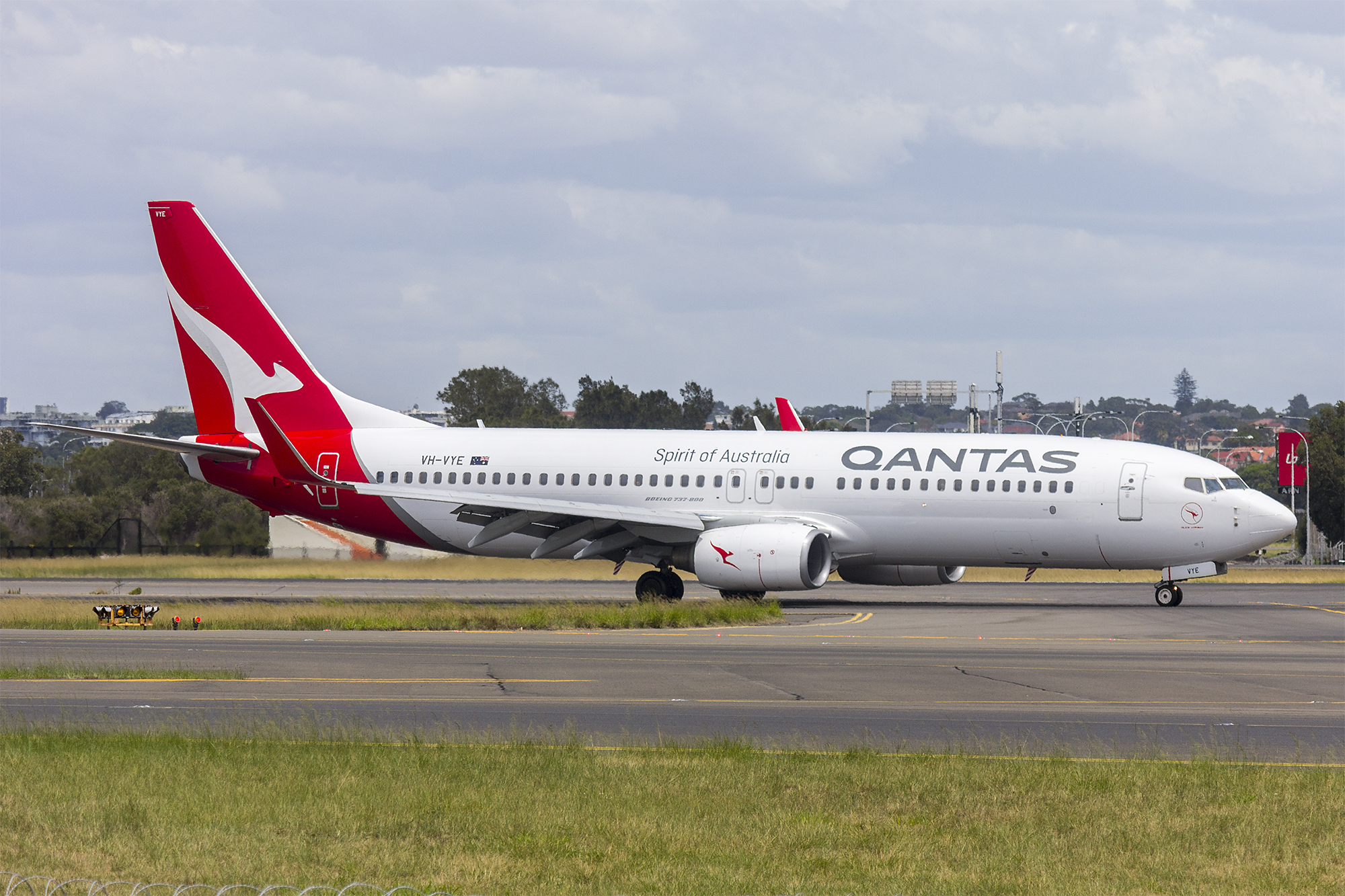
Un Boeing 737-800.

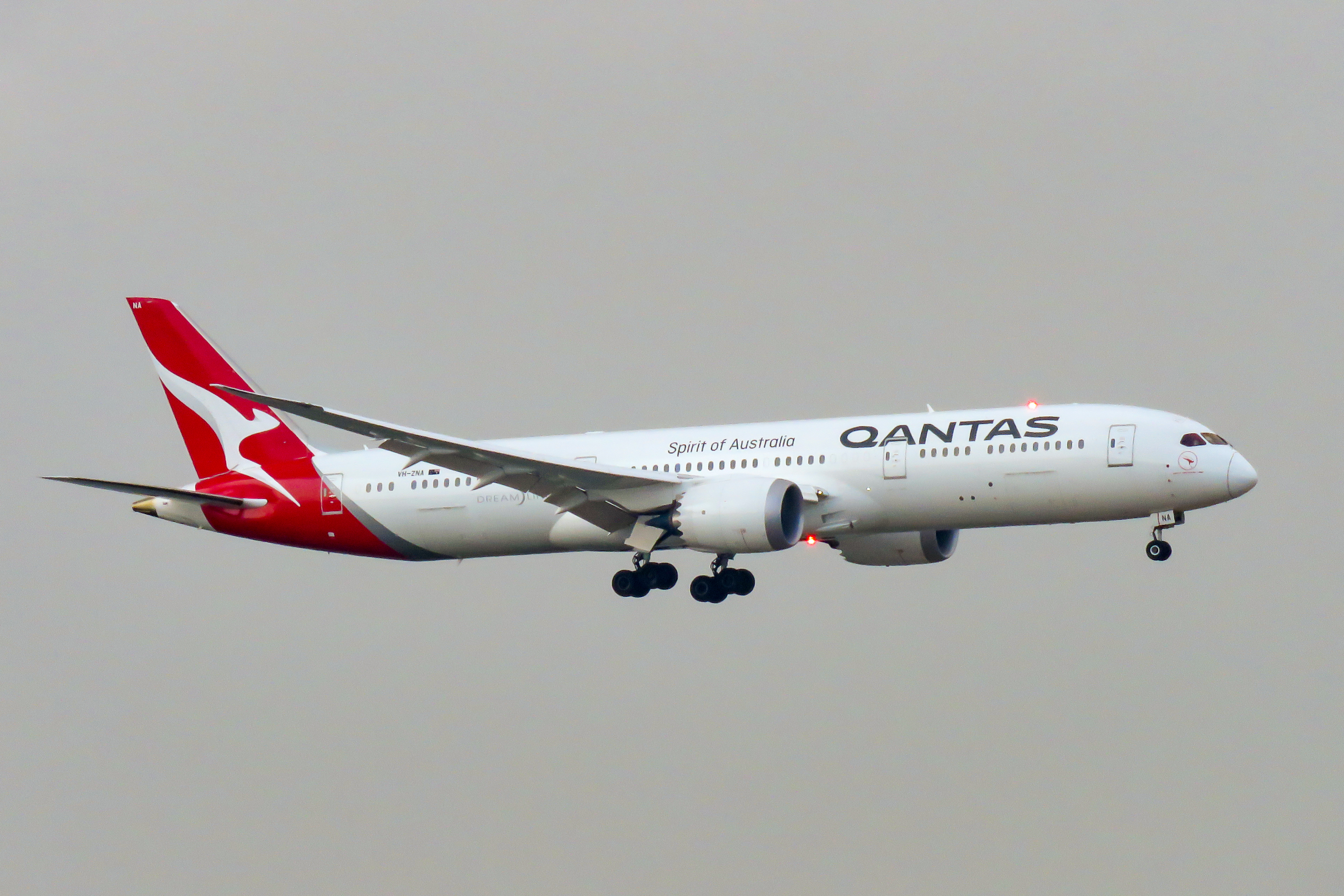
Un Boeing 787-9.

A settembre 2024 la flotta di Qantas è così composta:

### Flotta storica

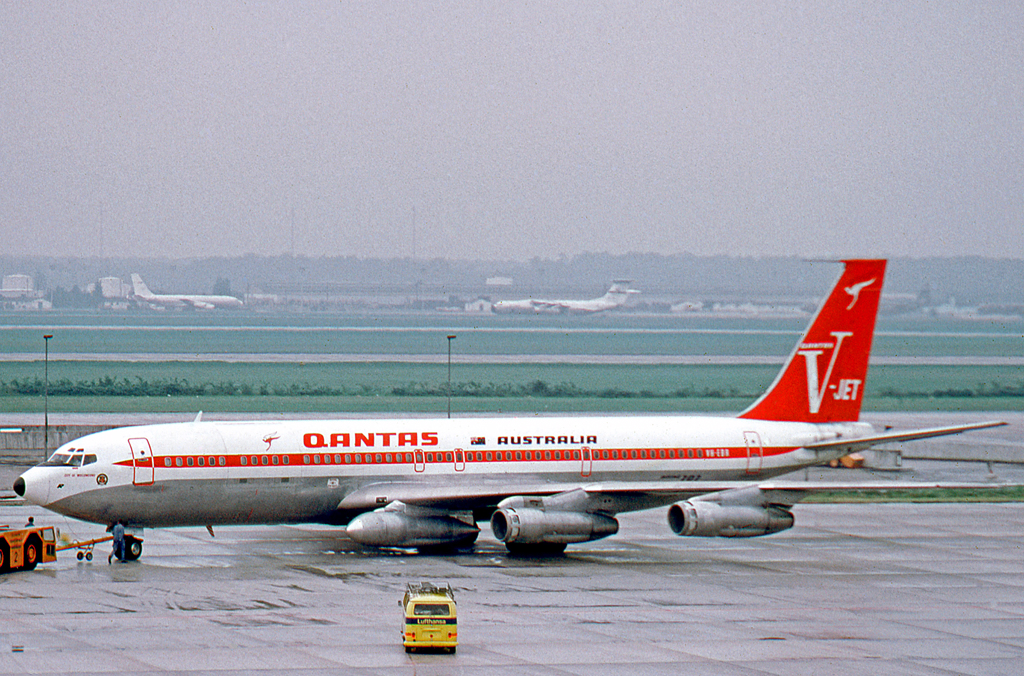
Un Boeing 707-320C.

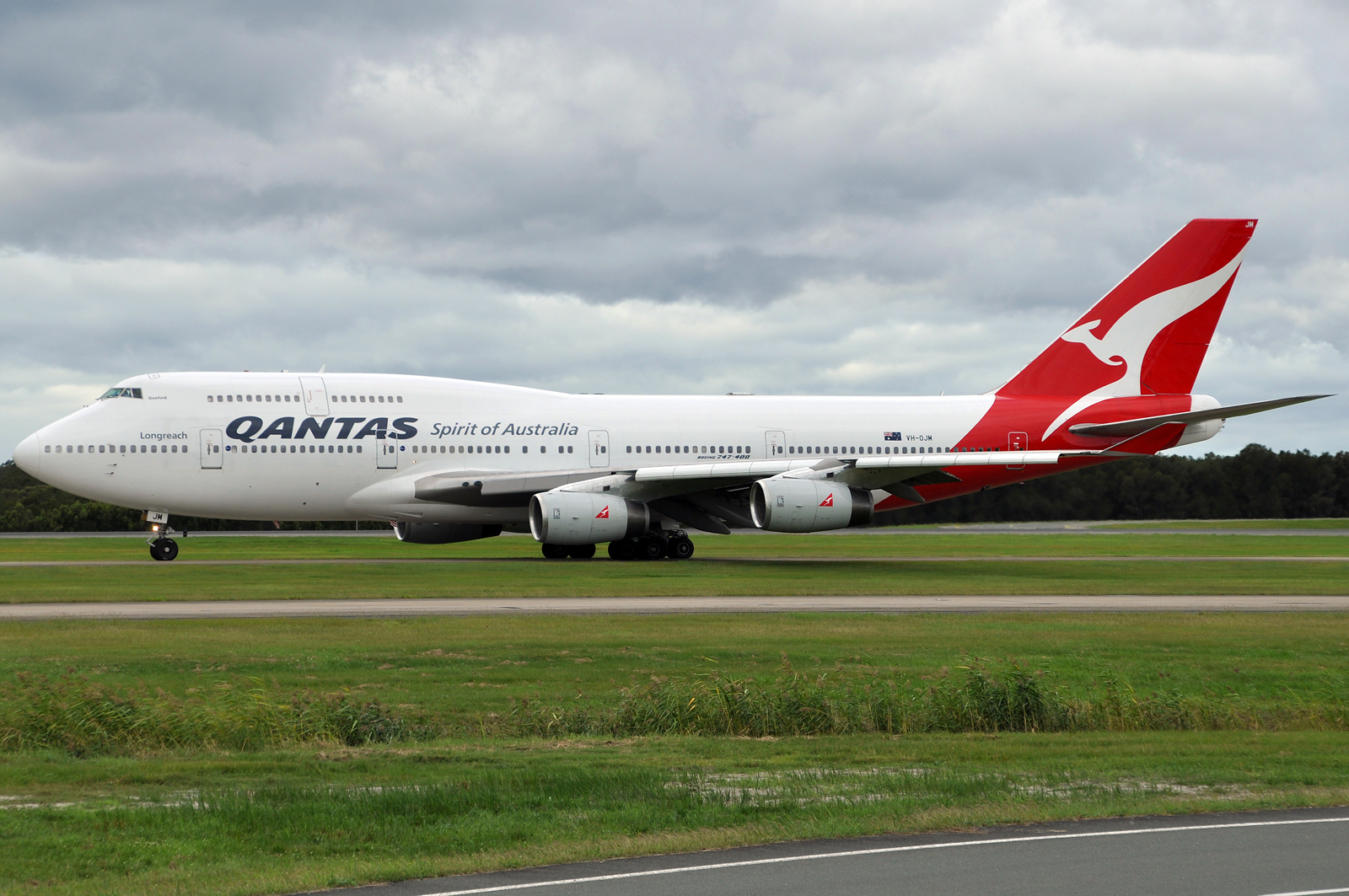
Un Boeing 747-400ER.

Tra gli altri, Qantas operava in precedenza con i seguenti aeromobili:

## Incidenti
- Il 23 settembre 1999, il volo Qantas 1, un Boeing 747-400, uscì di pista durante l'atterraggio a Bangkok. Non ci furono vittime e l'aereo venne riparato.[115]
- Il 25 luglio 2008, il volo Qantas 30, un Boeing 747-400, subì un guasto incontrollato a uno dei quattro motori che provocò un buco, seppur non esteso, nella fusoliera. L'aereo riuscì a effettuare un atterraggio d'emergenza a Manila.[116]
- Il 7 novembre 2008, il volo Qantas 72, un Airbus A330-303, venne costretto ad effettuare un atterraggio di emergenza all'aeroporto di Learmonth, vicino alla città di Exmouth, in Australia, a seguito di un incidente in volo causato da manovre improvvise che provocarono lesioni gravi e fratture a diversi passeggeri e a membri dell'equipaggio. La causa identificata dagli investigatori fu un errore nel software dei computer dell'aereo.[117]
- Il 4 novembre 2010, il volo Qantas 32, un Airbus A380-842, subì un guasto non controllato a uno dei suoi quattro motori, del tipo Trent 900. Il malfunzionamento si verificò sopra l'isola di Batam, in Indonesia, quattro minuti dopo il decollo dall'aeroporto di Singapore-Changi. Dopo aver volato per quasi due ore per valutare la situazione, l'aereo effettuò con successo un atterraggio di emergenza a Changi. Non ci furono feriti tra i passeggeri, l'equipaggio o le persone a terra, nonostante i detriti del motore siano caduti tra case di Batam.[118]

## Curiosità
- Nella percezione comune, Qantas è associata all'idea che i suoi aerei siano immuni da incidenti, o meglio, che non possano mai precipitare. Si tratta di un concetto errato, ma incredibilmente radicato e sorprendentemente recente. Questa convinzione ha origine da un dialogo del film "Rain Man" del 1988, in cui il personaggio di Raymond (interpretato da Dustin Hoffman) elenca gli incidenti aerei mortali recenti all'aeroporto di Cincinnati. Di fronte a ogni proposta di compagnia aerea da parte di Charlie (Tom Cruise), Raymond risponde con precisione fornendo data, luogo, numero di morti e feriti. Quando viene menzionata "Qantas", Raymond abbassa la testa e sussurra: "Qantas non è mai precipitata".